# Vinzentinum (Brixen)

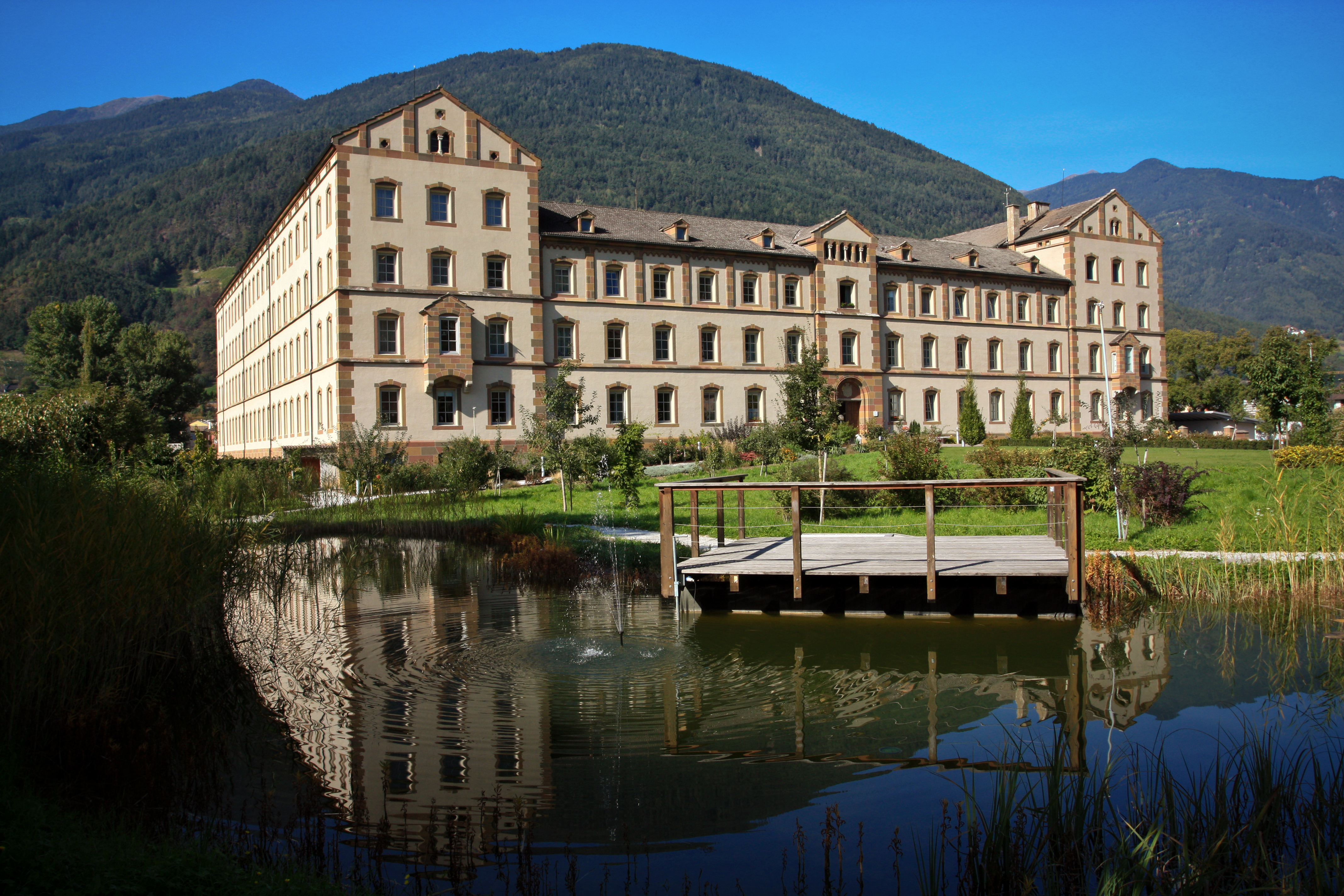
Das Vinzentinum von Südosten her gesehen

Das Vinzentinum in Brixen (Südtirol) ist eine den öffentlichen Schulen gleichgestellte deutschsprachige Bildungseinrichtung der Diözese Bozen-Brixen. Es wurde 1872 von Fürstbischof Vinzenz Gasser als Kleines Seminar (Bischöfliches Knabenseminar) gegründet und nach dessen Tod 1879 nach ihm benannt. Durch die Aufnahme von Mädchen in das Vollinternat ab dem Schuljahr 2013/2014 verlor das Vinzentinum den Status des Knabenseminars und wurde in Bischöfliches Institut Vinzentinum umbenannt. Das Angebot umfasst ein Klassisches Gymnasium, eine Mittelschule und ein Internat. Im Schuljahr 2023/2024 werden in Schule und Internat insgesamt 273 Schülerinnen und Schüler von 34 Lehrpersonen und zehn Präfekten betreut.

## Geschichte

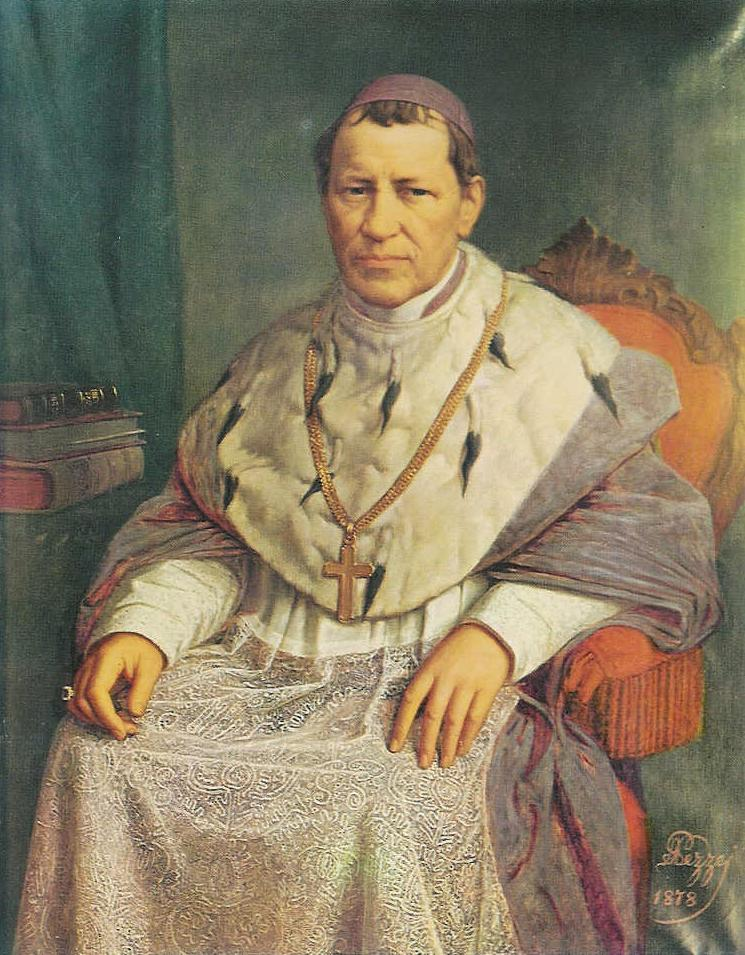
Porträt des Fürstbischofs Vinzenz Gasser

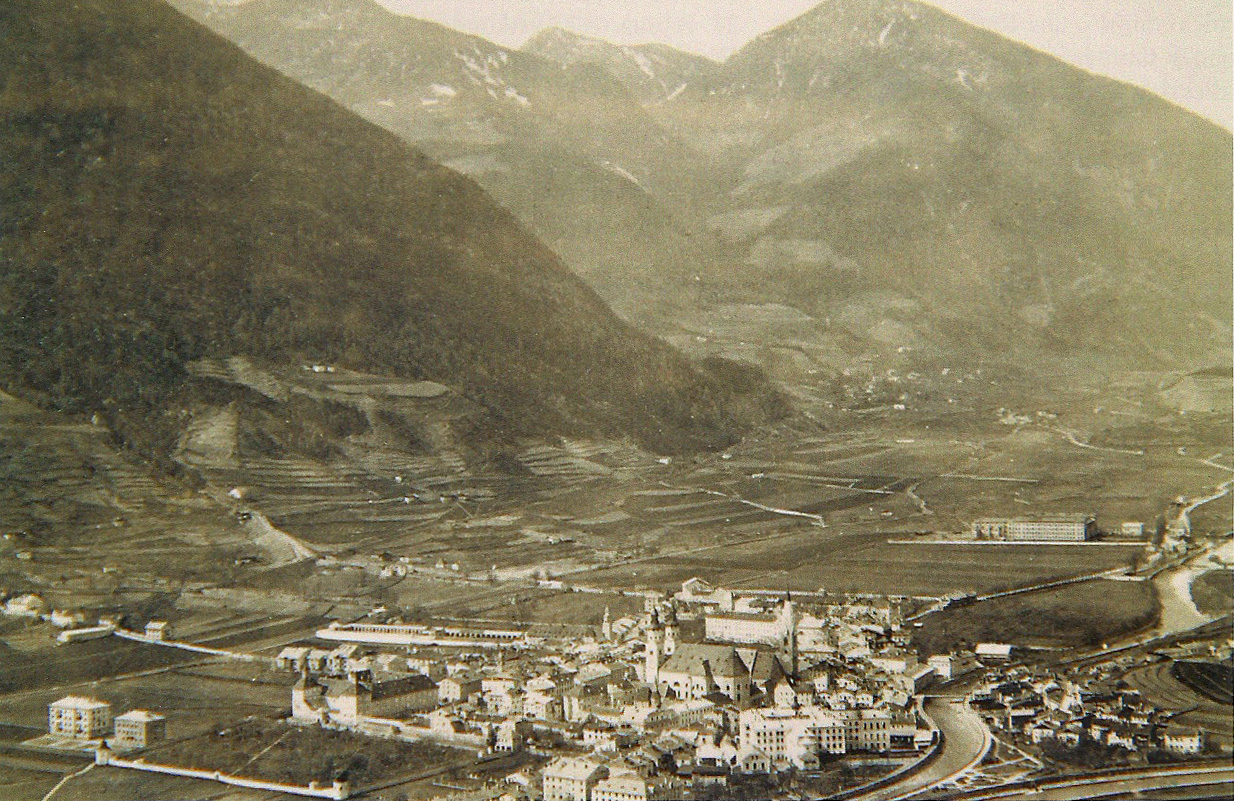
Historische Fotografie von Brixen mit dem neu erbauten Vinzentinum im Hintergrund

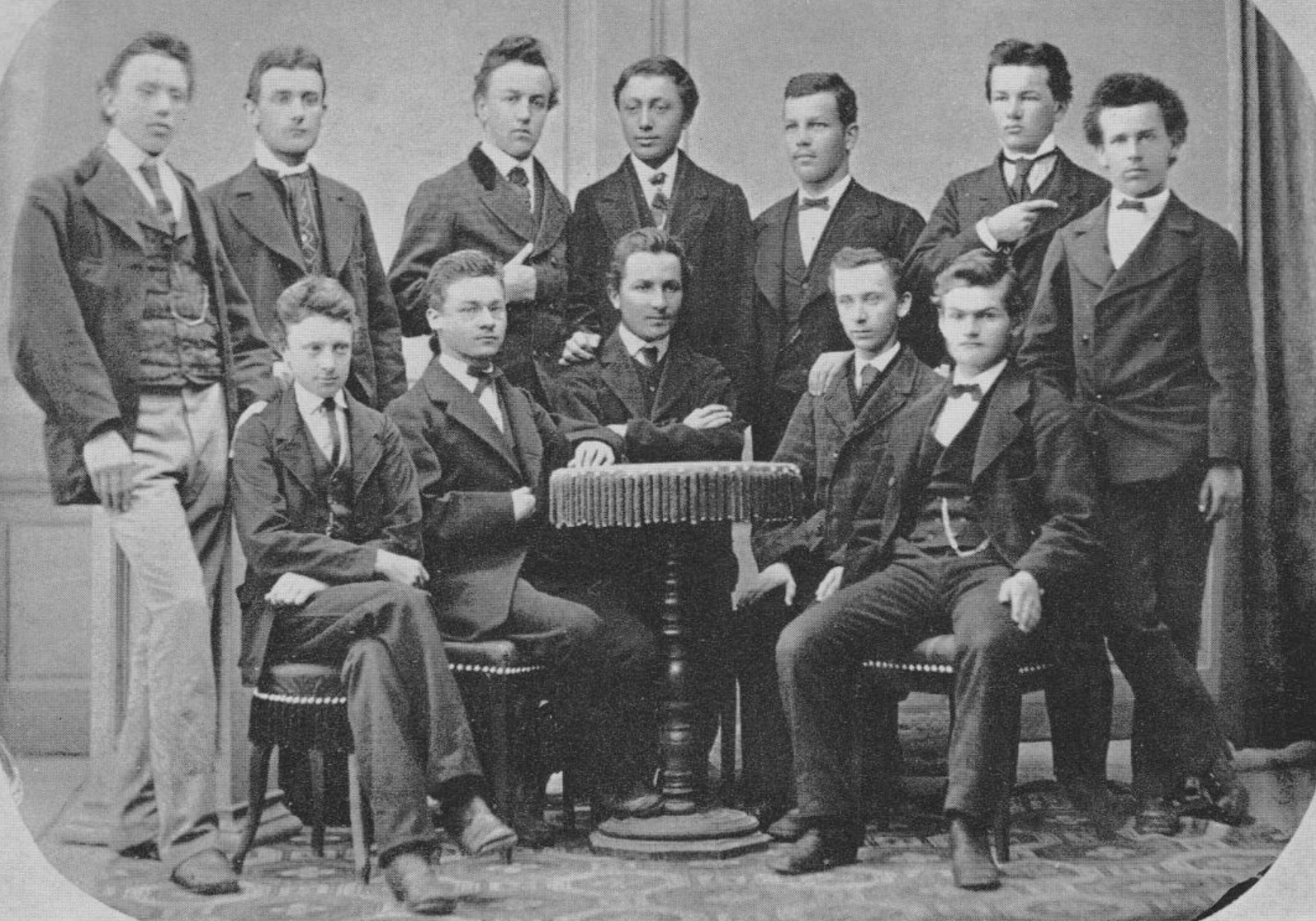
Die erste Maturaklasse des Vinzentinums 1880

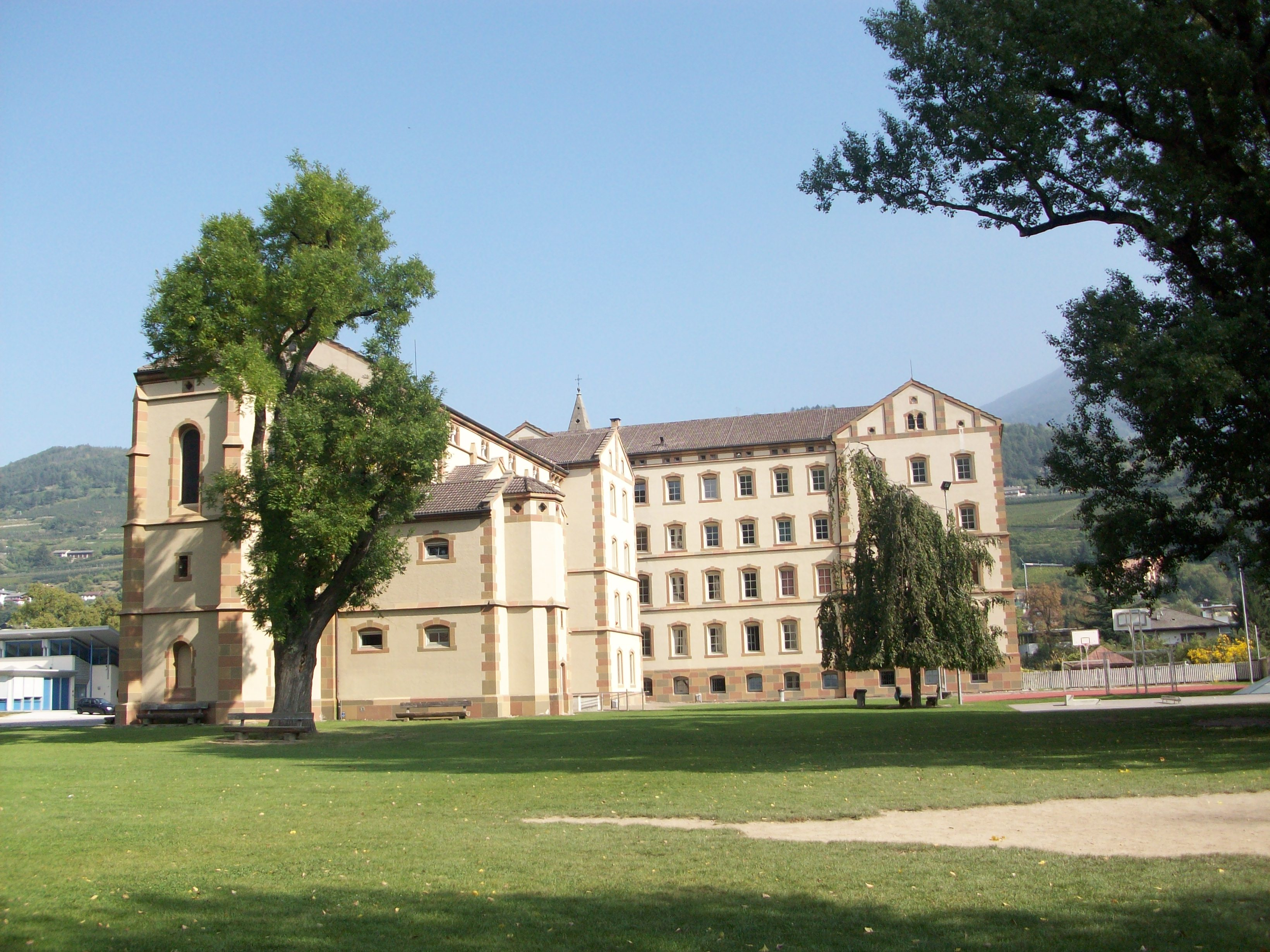
Das Vinzentinum von Südwesten her gesehen

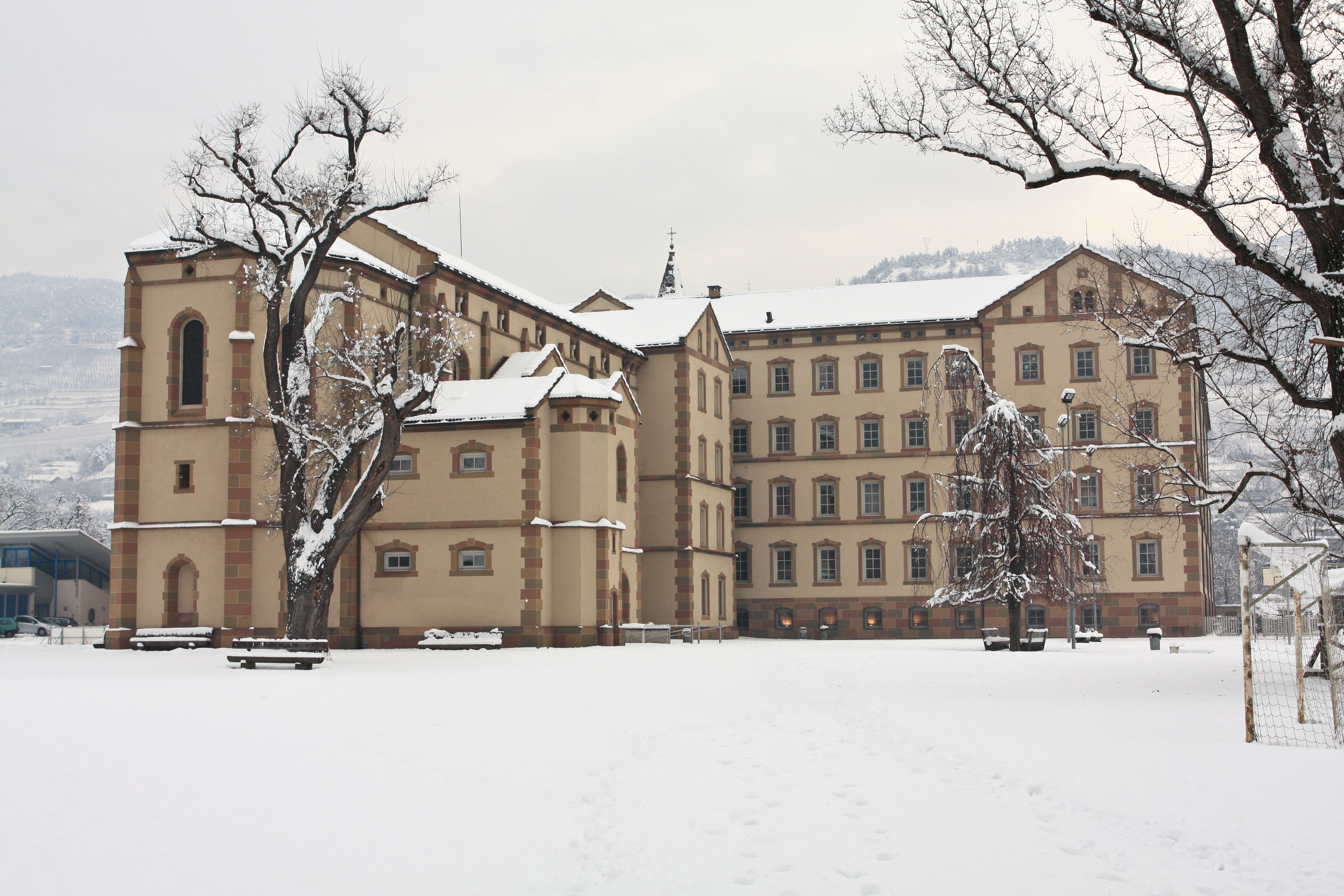
Das Vinzentinum im Winter

### 1872–1913: Gründung als „Festung gegen den Zeitgeist“
Der Mitte des 19. Jahrhunderts in Tirol herrschende Priestermangel sowie der aufkeimende Liberalismus bewogen den Brixner Fürstbischof Vinzenz Gasser dazu, die Erbauung eines Kleinen Seminars in die Wege zu leiten. Da die Grundstückssuche und die Errichtung eines eigenen Gebäudes einige Zeit in Anspruch nahmen, wurde das Seminar zunächst auf Schloss Thurneck in Rotholz am Eingang des Zillertales untergebracht. Im Oktober 1872 startete dort der erste Kurs mit 25 Seminaristen. Im selben Jahr erwarb Bischof Gasser in Zinggen am nördlichen Rand von Brixen für 30.000 Gulden ein Grundstück und beauftragte den Steinacher Architekten Josef von Stadl mit der Planung und Errichtung eines passenden Gebäudes für das Knabenseminar.
Für den Bau waren rund 67.000 Gulden bereitgestellt. Dieses Geld ging allerdings im Zuge des Gründerkrachs 1873 nahezu komplett verloren. Dennoch konnte am 25. Juni 1873 mit den Bauarbeiten begonnen werden. Mittels groß angelegter Spendenaktionen wurde weiteres Kapital lukriert. Woher jedoch die darüber hinaus erforderlichen Gelder kamen, die die aufwändige Bauweise aus Granitstein ermöglichten, ist bis heute unbekannt. In der Brixner Chronik aus dem Jahre 1919 steht lediglich vermerkt: „Das Vinzentinum wurde durch rein private Wohltätigkeit hergestellt und der weitaus größere Teil der Beträge stammte von jenseits des Brenners.“
Während mit bis zu 400 Arbeitern an der Errichtung des Knabenseminars gearbeitet wurde, erfolgte am 26. April 1874 auch die Grundsteinlegung für die direkt an das Seminargebäude anschließende Herz-Jesu-Kirche. Im September 1876 – drei Jahre nach Baubeginn – waren die Arbeiten an Schule und Heim bereits so weit gediehen, dass fünf Kurse mit 123 Seminaristen, die zuvor vornehmlich in Rotholz studierten, nach Brixen übersiedeln konnten. Die Kirche und der darunter liegende Theatersaal wurden im September 1878 fertiggestellt. Im März 1879 erhielt die Schule vom k. k. Unterrichtsministerium in Wien das vorläufige Öffentlichkeitsrecht verliehen, welches dem Vinzentinum dann ab dem Schuljahr 1881/1882 dauerhaft zustand. Das Seminar konnte nach seiner Vollendung 270 Seminaristen, zwölf Professoren und acht Präfekten Platz bieten. Nach dem Tod Fürstbischof Gassers 1879 wurde das Seminar im Gedenken an den Gründer in „Vinzentinum“ umbenannt. In den ersten 20 Jahren seines Bestehens schlossen 341 Studenten das Knabenseminar mit Matura ab. 261 von ihnen nahmen ein Theologiestudium auf. Ob seines wuchtigen Erscheinungsbildes wurde das Vinzentinum vielfach als „katholische Machtdemonstration im öffentlichen Raum“ und als „Festung gegen den Zeitgeist“ wahrgenommen. Im Volksmund wird das Gebäude daher auch Die Kischte (Die Kiste) genannt.
1910 gründete Religionslehrer Gebhard Baldauf im Vinzentinum eine Marianische Kongregation. Als Schülergemeinschaft mit klaren Regeln und Aufgaben sollte sie zur Stärkung der Tugenden beitragen und eine Einheit von Leben und Glauben bewirken. Als sichtbares Zeichen der Kongregation ließ Baldauf eine Kongregationsfahne herstellen. Bruder Willram und Ignaz Mitterer schrieben ein passendes Fahnenlied, das zur Weihe 1912 erstmals gesungen wurde. Fahnenpatin war Erzherzogin Zita von Österreich, vertreten durch die Prinzen von Parma.

### 1914–1919: k. k. Reservespital im Ersten Weltkrieg
Bereits im Vorfeld des Ersten Weltkrieges pflegte das Vinzentinum eine demonstrative Nähe zum österreichischen Kaiserhaus und dessen Militär. Zwei Jahre vor Ausbruch des Krieges bekamen die Schüler der oberen Klassen Schießunterricht erteilt – und zwar von Offizieren der k. k. Armee. Im April 1914 besuchte der Tiroler Statthalter und spätere k. k. Innenminister Graf Friedrich von Toggenburg die Schule. Anlässlich dieses Ereignisses wurde erstmals auch der „Vinzentiner Marsch“ präsentiert.
Nach der allgemeinen Mobilmachung im Juli 1914 wurde das Vinzentinum umgehend in ein k. k. Reservespital („Reservespital Stryj“) umgewandelt. Abgesehen von der achten Klasse, deren Schüler sich größtenteils im Felde befanden, konnte der Lehrbetrieb dennoch weitestgehend aufrechterhalten werden. Untergebracht waren die Seminaristen jedoch in Ausweichquartieren in Brixen und der näheren Umgebung. Um die Verbindung zwischen dem Vinzentinum und seinen an der Front kämpfenden Studenten aufrechtzuerhalten, rief Religionsprofessor und Kongregationspräses Gebhard Baldauf 1915 die „Vinzentiner Feldpostbriefe“ ins Leben. In insgesamt 19 Ausgaben sollten diese „von mancher Heldentat erzählen, Interessantes, Erhebendes, Humorvolles aus den Feldpostkarten im bunten Kolorit festhalten […] und das gegenseitige Interesse und die innige Freundschaft beleben.“
Ein knappes Jahr nach Kriegsende wurde das Lazarett im Juli 1919 geräumt und der reguläre Schulbetrieb wieder aufgenommen.

### 1920–1938: Verlust des Öffentlichkeitsrechtes und Teilung zur Zeit des Faschismus
Auf Grundlage des Vertrages von Saint-Germain wurde Südtirol im Oktober 1920 von Italien annektiert. Besonders nach der Machtergreifung der Faschisten im Oktober 1922 hatte diese Annexion verheerende Auswirkungen auf den Schulbetrieb im Vinzentinum. Mehrere von der faschistischen Regierung in Rom erlassene Dekrete sollten Südtirol italianisieren und die deutsche Sprache aus den Schulen verbannen. Im Oktober 1923 wurde Italienisch als Unterrichtssprache in Südtirol eingeführt, im November desselben Jahres auch der deutschsprachige Religionsunterricht verboten. 1924 musste das Vinzentinum schließlich sein Öffentlichkeitsrecht aufgeben.
Dies hatte zur Folge, dass eine Abschlussprüfung am Vinzentinum in Italien nicht mehr anerkannt wurde und somit nicht zum Studium berechtigte. Bis zum Beginn der 30er Jahre legten die Seminaristen ihre Matura in Hall in Tirol ab, ehe Fürstbischof Johannes Geisler die sogenannte „Bischöfliche Hausmatura“ einführte. Diese wurde von deutschsprachigen Universitäten im Ausland anerkannt und berechtigte überdies zum Studium am Priesterseminar in Brixen. Dennoch war man zusätzlich bemüht, den Studenten auch einen in Italien anerkannten Titel zu ermöglichen. Die Seminaristen wurden ermutigt, die staatliche Abschlussprüfung an einer öffentlichen Schule in italienischer Sprache abzulegen. Um die Studenten darauf vorzubereiten, begann man daher ab dem Schuljahr 1936/1937 neben dem regulären Italienischunterricht einige Fächer auch auf Italienisch zu unterrichten.
Zwar war das Vinzentinum aufgrund der Rückstufung zur reinen Privatschule und der Lateranverträge von 1929 als „Seminarium Tridentinum“ zusammen mit dem Johanneum in Dorf Tirol eine der wenigen Bildungseinrichtungen in Südtirol, in denen auf Deutsch unterrichtet werden durfte, die massiven Einschränkungen bedeuteten aber dennoch beinahe das Aus für das Knabenseminar. 1926 untersagte das faschistische Italien nämlich zudem österreichischen Studenten den Schulbesuch in Südtirol. Traditionellerweise stammten rund zwei Drittel der Seminaristen aus Nord- bzw. Osttirol und Vorarlberg. Das Vinzentinum verlor mit einem Schlag einen Großteil seiner Schüler. Als direkte Folge der Einreisebeschränkungen sah sich die Diözese gezwungen, das Knabenseminar zu teilen. In Schwaz in Tirol wurden die Landesschützenkaserne und das Truefergut angekauft und dort das Bischöfliche Gymnasium Paulinum eingerichtet. Lehrkörper, Lehrmittel und Inventar wurden zwischen Vinzentinum und Paulinum aufgeteilt. Josef Mutschlechner, der von 1927 bis 1930 als Apostolischer Administrator die Diözese Brixen leitete, hielt jedoch entschieden am Weiterbestand des Vinzentinums fest und rettete es über schwierige Jahre hinweg. Er gilt daher als „zweiter Gründer“ des Vinzentinums.

### 1939–1945: Lazarett und Übernahme durch die deutsche Wehrmacht im Zweiten Weltkrieg
Das Hitler-Mussolini-Abkommen im Oktober 1939 und die politischen, wirtschaftlichen und gesellschaftlichen Auswirkungen des Zweiten Weltkrieges brachten eine weitere Zäsur für das Vinzentinum mit sich. Im Zuge der Option verließen viele Schüler das Land um im Deutschen Reich zu studieren. Nach dem Kriegseintritt Italiens wurde das Gebäude von der faschistischen Militärbehörde beschlagnahmt und diente ab 1943 abermals als Lazarett. Wiederum mussten die Schüler in Ausweichquartieren in der Umgebung untergebracht werden.
Doch bereits im September 1943 marschierte die deutsche Wehrmacht in Südtirol ein und übernahm in der Folge auch das Vinzentinum. Die italienischen Soldaten wurden entwaffnet, das Personal entlassen und der Schulbetrieb eingestellt. Noch im Dezember 1943 begann die deutsche Schulbehörde ohne Einwilligung des Bischofs mit Umbauarbeiten am Haus mit dem Ziel eine „Oberschule für Jungen“ in den Räumlichkeiten des Vinzentinums zu eröffnen. Im März 1944 zogen dann die ersten Schüler ein. Im Zuge des Bombardements von Brixen durch die Alliierten wurde das Gebäude aber schon im Dezember 1944 wieder in ein Lazarett umfunktioniert, welches über 1400 Verwundeten Platz bot.
Nach dem Ende des Krieges erfolgte im Oktober 1945 die Wiedereröffnung des Vinzentinums als Bischöfliches Gymnasium mit Internat.

### Seit 1946: gesetzliche Anerkennung und Gleichstellung
Aufgrund der Aberkennung des Öffentlichkeitsrechtes während der Zeit des Faschismus war das Vinzentinum auch nach dem Zweiten Weltkrieg lange Zeit eine rein kirchliche Privatschule. Erst mit dem Schuljahr 1968/1969 erfolgte die gesetzliche Anerkennung durch die staatlichen Behörden. Fünf Jahre zuvor wurde neben dem Gymnasium auch eine Einheitsmittelschule eingerichtet.
1977 wurden versuchsweise erstmals Mädchen in die Oberschule aufgenommen, ehe 1996 die generelle Koedukation eingeführt und das schulische Angebot um einen Mittelschulzweig mit musikalischer Ausrichtung erweitert wurde. Im Jahr 2003 erfolgte schließlich die rechtliche Gleichstellung mit den staatlichen Schulen. Beginnend mit dem Schuljahr 2013/2014 werden im Internat des Vinzentinums auch Mädchen in das Vollheim aufgenommen. Da das Vinzentinum dadurch nicht mehr die kirchenrechtlichen Kriterien eines Bischöflichen Knabenseminars erfüllt, wurde die Einrichtung von „Bischöfliches Seminar Vinzentinum“ in „Bischöfliches Institut Vinzentinum“ umbenannt.

## Architektur und Gebäude

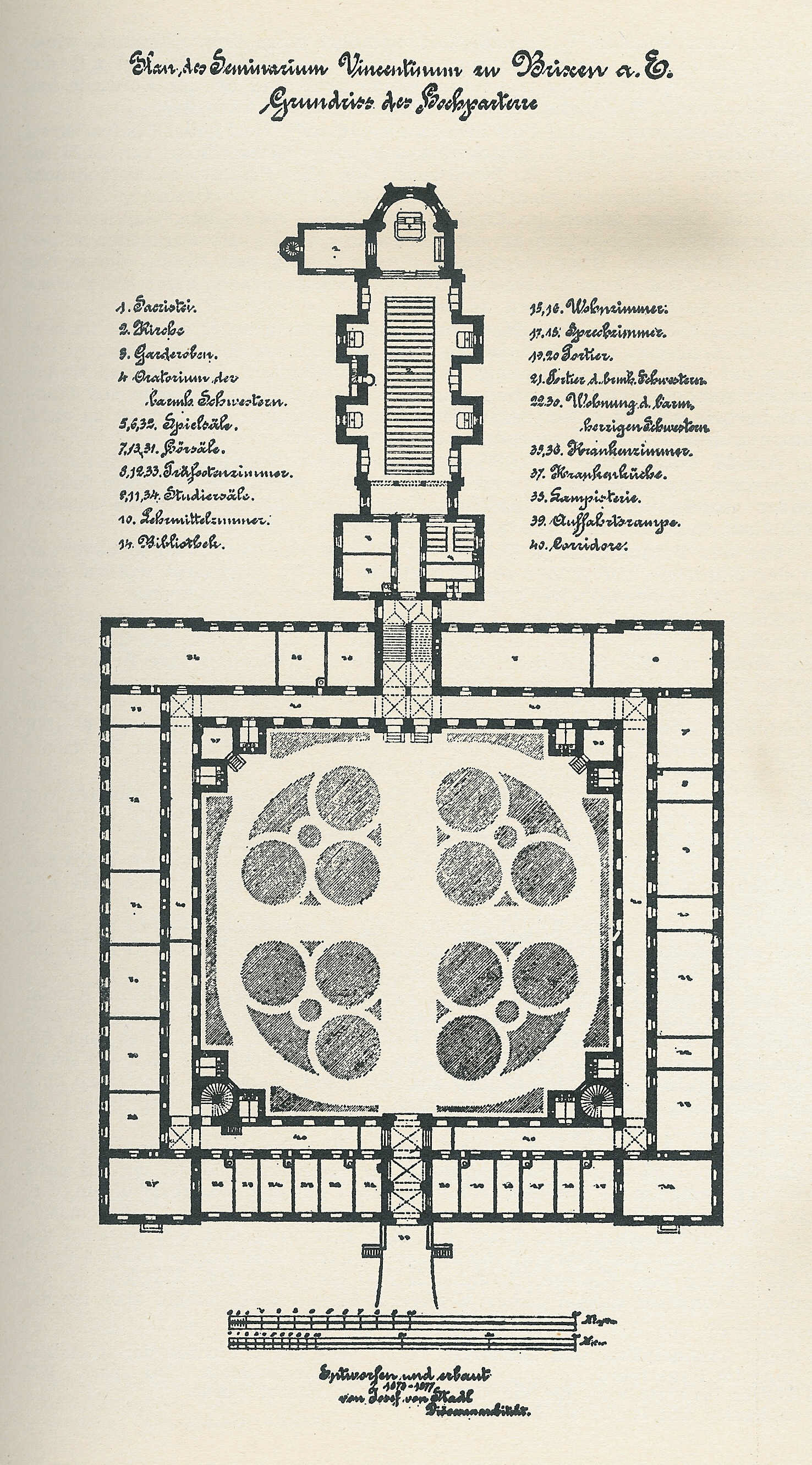
Grundriss des Hochparterres aus den Originalbauplänen des Vinzentinums

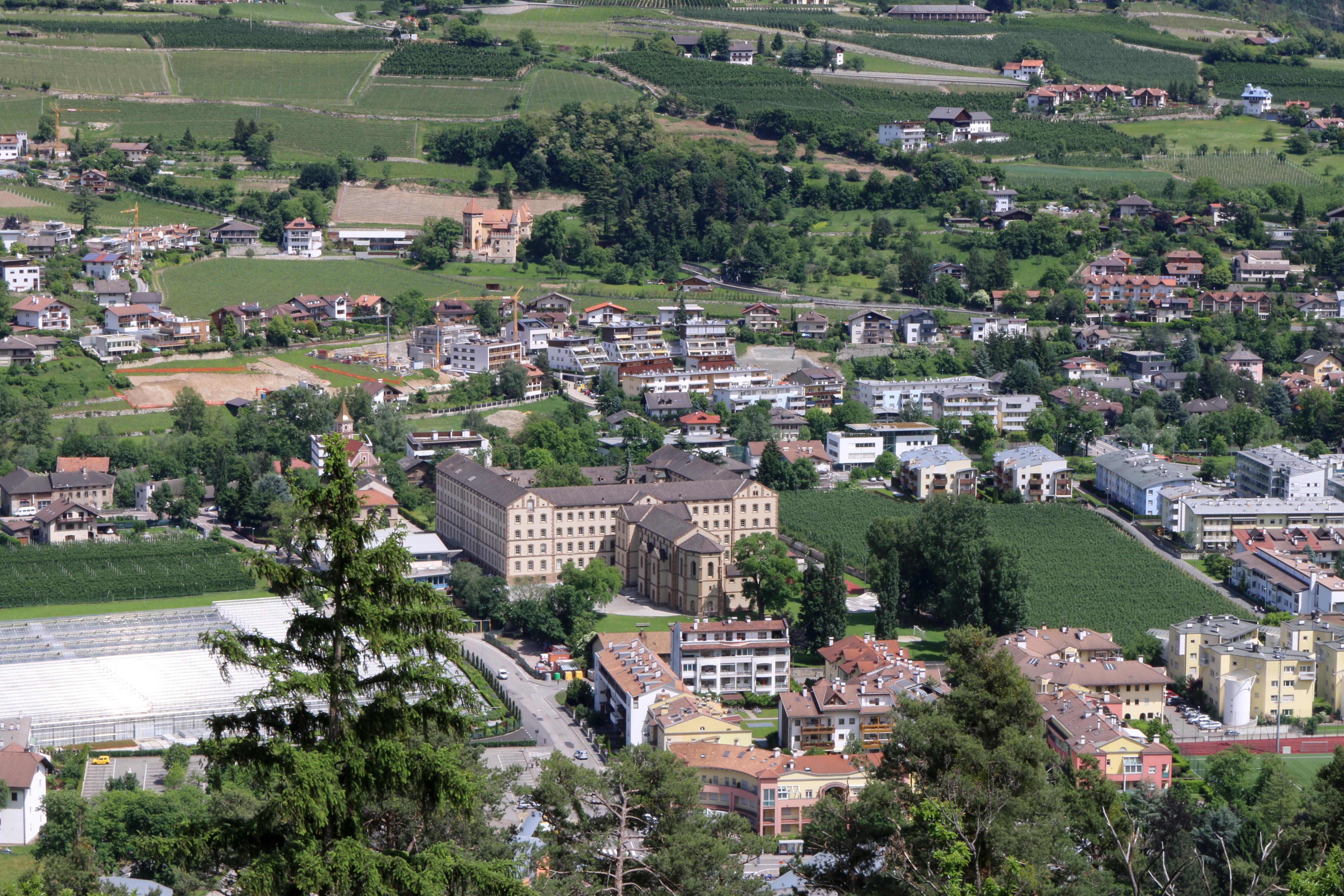
Der Gebäudekomplex des Vinzentinums im Stadtteil Zinggen

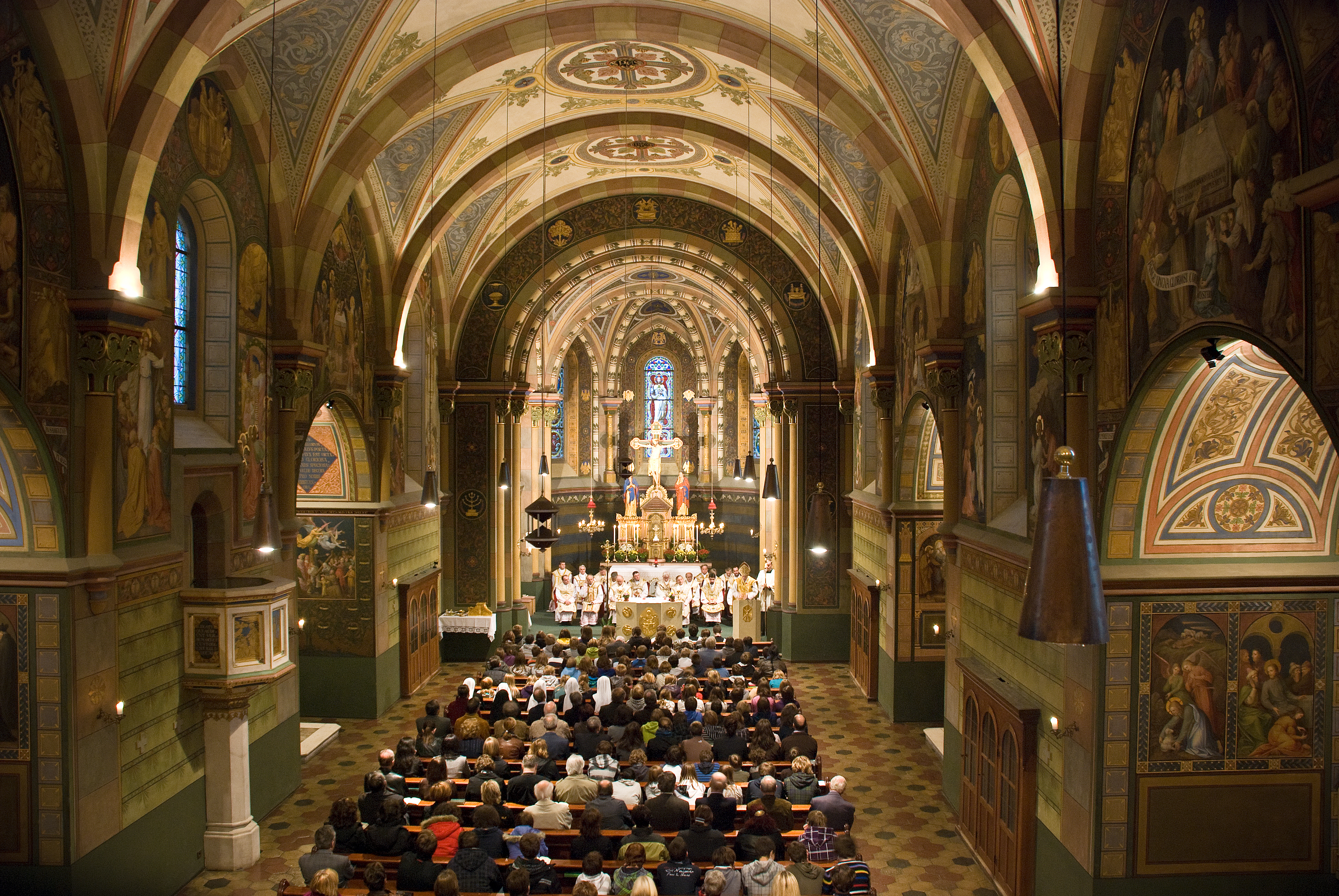
Pontifikalamt in der Herz-Jesu-Kirche

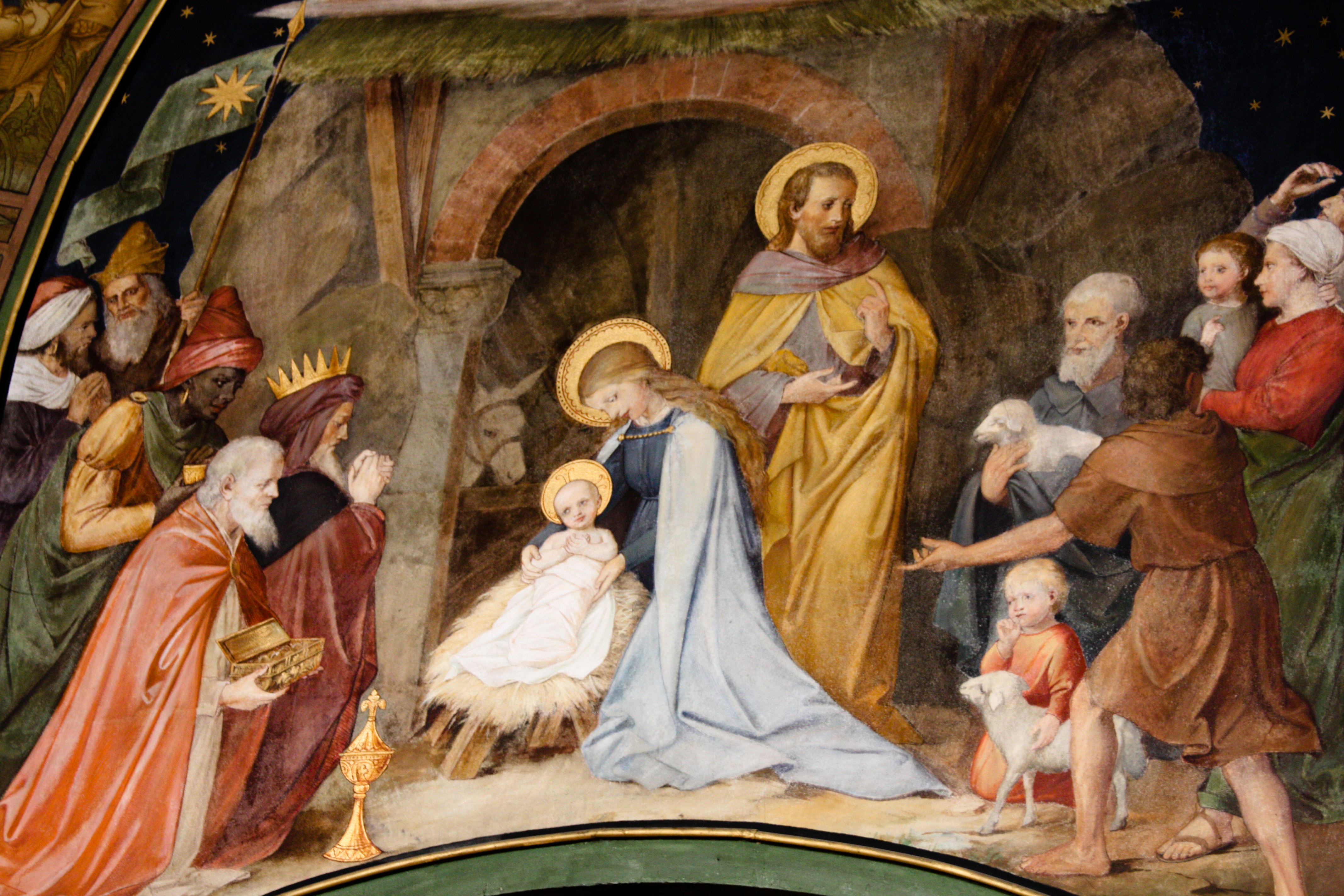
Albrecht Steiner von Felsburg: Detail des ersten Giebelbildes in der Herz-Jesu-Kirche, das die Geburt Christi darstellt

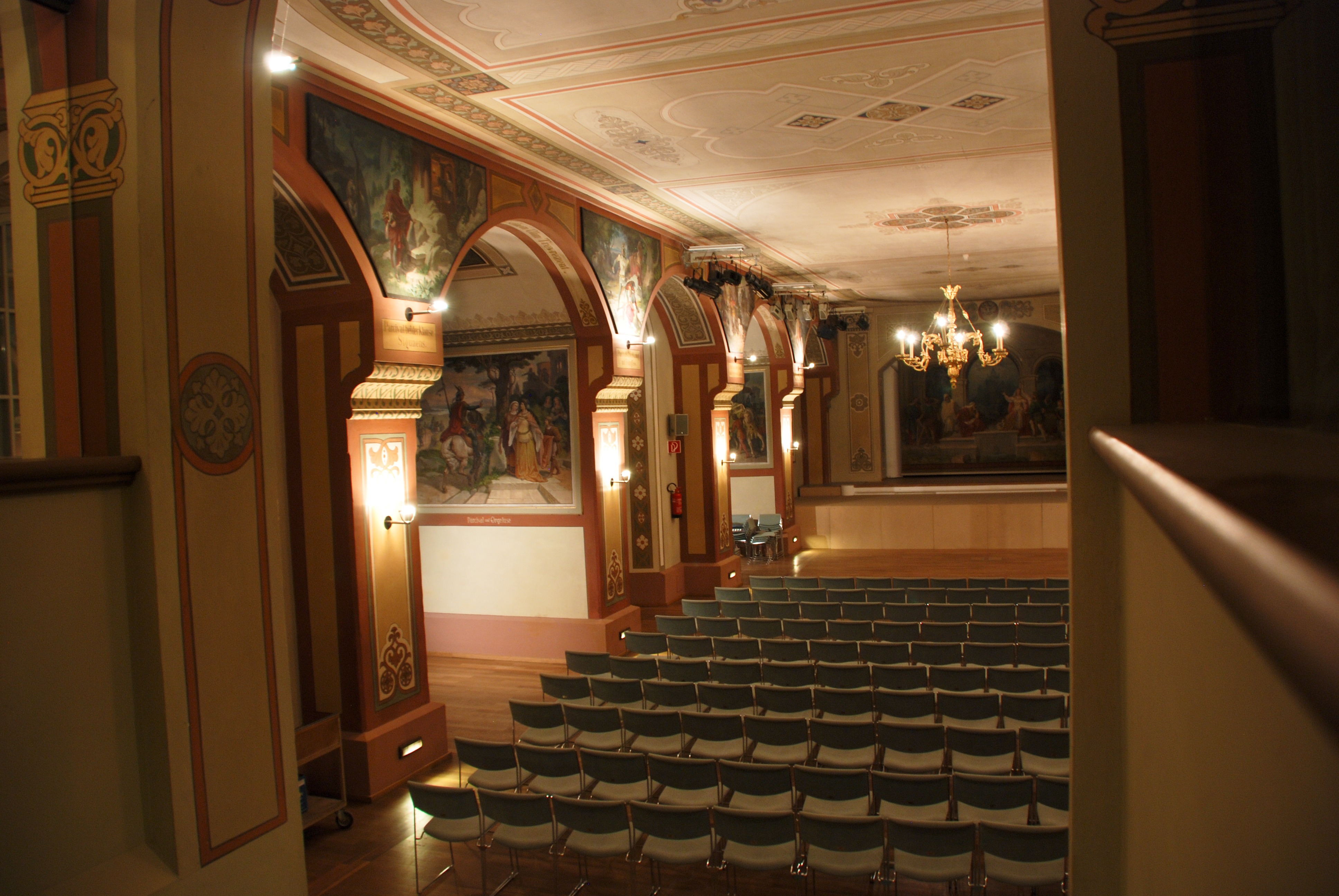
Der Theatersaal wird wegen seines Bilderschmucks auch Parzivalsaal genannt.

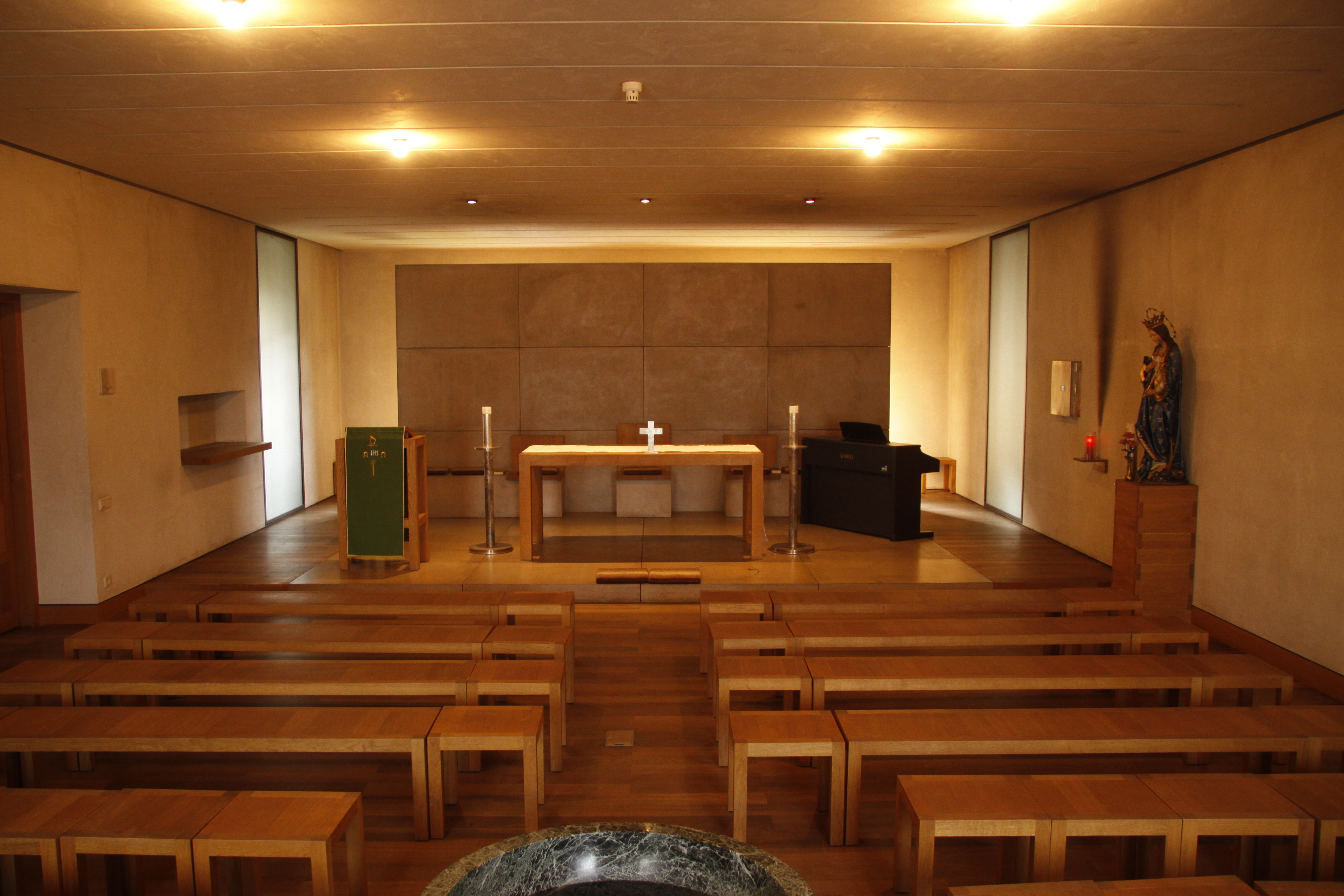
Innenansicht der Otto-Neururer-Studentenkapelle

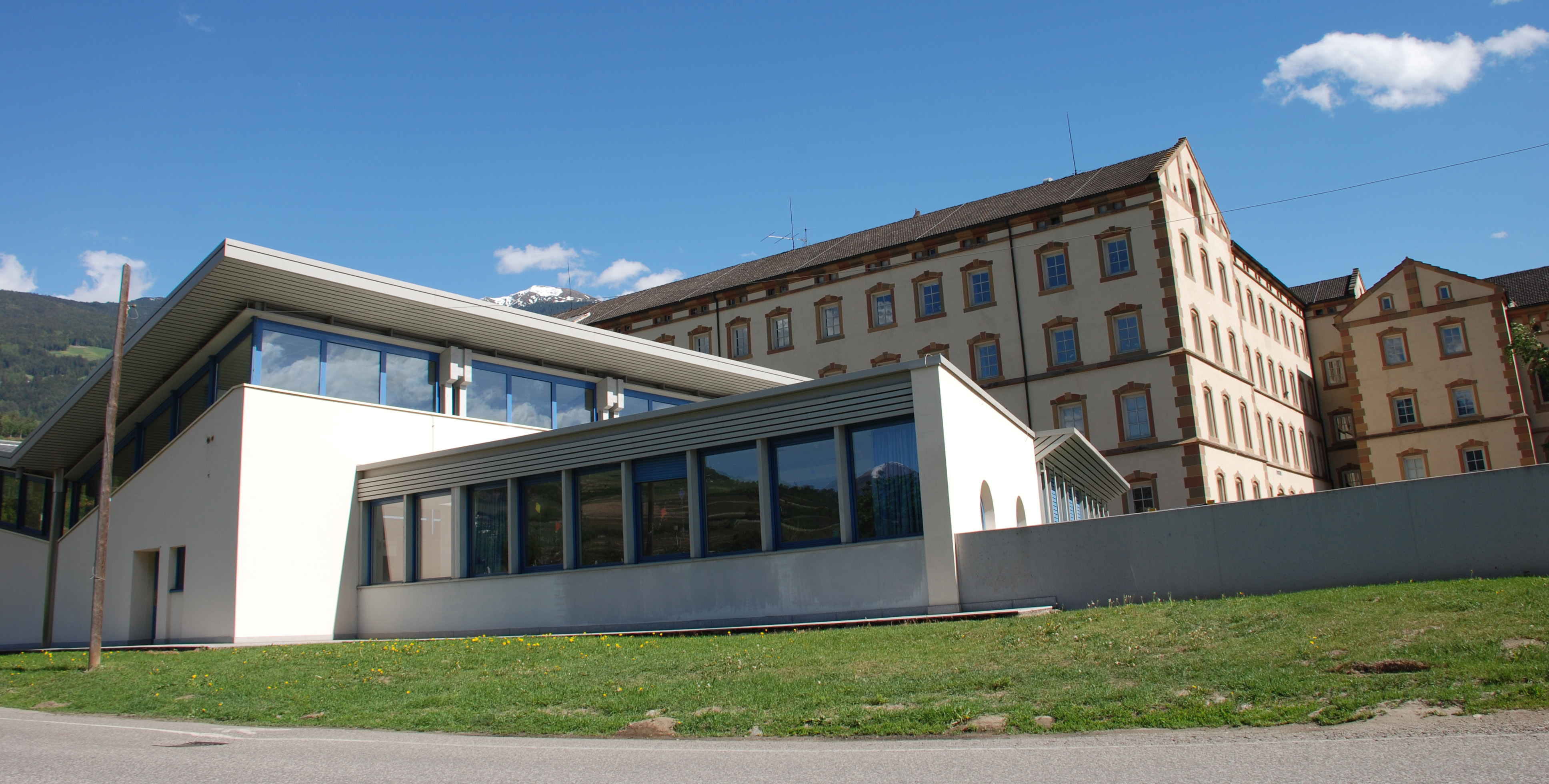
Nordwestansicht der in den Jahren 2003/2004 neu erbauten Turnhalle

Architekt Josef von Stadl konzipierte das Vinzentinum als wuchtigen, schnörkellosen Zweckbau im neuromanischen Stil. Die über fünf Stockwerke reichenden, jeweils rund 70 Meter langen, vier Hauptflügel umschließen dabei einen quadratischen Innenhof. Der Grundriss ähnelt somit jenem des so genannten Großen Seminars (Priesterseminar), der Philosophisch-Theologischen Hochschule in Brixen. Die Kubatur des Gebäudes beträgt 85.600 Kubikmeter, welche auf einer Fläche von 4172 Quadratmetern verbaut wurde. Trotz mehrerer Umbauten blieb das äußere Erscheinungsbild des Vinzentinums bis heute nahezu unverändert.
Direkt an die Westseite des Hauptgebäudes angebaut befindet sich ein weiterer, um einen Halbstock versetzter, viergeschossiger Komplex, der einen Theatersaal („Parzivalsaal“), die Seminarkirche, die Studentenkapelle und eine Bibliothek beherbergt.
Der Zubau wurde ebenfalls nach Plänen von Josef von Stadl errichtet, aber erst zwei Jahre nach dem Hauptgebäude fertig gestellt. In einem seiner letzten Pontifikalakte übergab Vinzenz Gasser die Seminarkirche im September 1878 ihrer Bestimmung. Die große feierliche Konsekration durch Fürstbischof Simon Aichner für die erste dem Herzen Jesu geweihte Kirche Tirols erfolgte allerdings erst zwölf Jahre später im April 1890 nach Fertigstellung der Innengestaltung. Das Gotteshaus, das neben dem Hauptschiff über vier Seitenkapellen verfügt, wurde zwischen 1878 und 1889 von Albrecht Steiner von Felsburg mit Fresken im Nazarener Stil verziert. 1922 schuf zudem Rudolf Stolz neben dem Kirchenportal ein Gefallenendenkmal. Die Kirche verfügt heute über eine 18-registrige, zweimanualige Schleifladenorgel, die 1969 von Reinisch-Pirchner erbaut wurde. Zuvor stand an gleicher Stelle ebenfalls eine Reinisch-Orgel mit 14 Registern, deren Orgelkasten von Felsburg persönlich entworfen und vom Bildhauer und Kunstschnitzer Franz Egg gefertigt wurde. Die Orgel wurde von Absolventen zum 25-Jahr-Jubiläum des Vinzentinums 1897 gestiftet.
Der darunter liegende Theatersaal (Aula Magna) wurde in den Jahren 1885 bis 1888 vom Romantiker Edmund von Wörndle mit einem 16-teiligen Bilderzyklus versehen, der Episoden aus Wolfram von Eschenbachs Versroman Parzival zeigt. Der ebenfalls von Wörndle bemalte Theatervorhang stellt hingegen Wolfram von Eschenbach selbst dar, umgeben von Personen, die als Inspiration für Parzival gedient haben sollen.
Zu Beginn der 1990er Jahre begann die bislang umfangreichste Generalsanierung des Gebäudes, welches über einen Zeitraum von rund einem Jahrzehnt modernen Bedürfnissen angepasst und barrierefrei gestaltet wurde. Im Zuge dieser Umbauarbeiten wurde auch der Zubau wesentlich umgestaltet. Ursprünglich gab es dort neben dem Parzivalsaal und der Herz-Jesu-Kirche ein Oberes und Unteres Oratorium. Letzteres erhielt vom Südtiroler Künstlerpaar Manfred A. Mayr und Carmen Müller ein zeitgenössisches Erscheinungsbild. Im Mai 1998 wurde diese neu gestaltete Studentenkapelle dem Vinzentiner Märtyrer Otto Neururer geweiht. Das Obere Oratorium wurde hingegen aufgelassen und die Räumlichkeiten zu einer Bibliothek für die Mittelschule umfunktioniert. Eine weitere Kapelle im Wohntrakt ist dem Heiligen Josef Freinademetz geweiht.
Den formellen Abschluss der umfangreichen Umstrukturierung bildete im März 2005 die Segnung der von Architekt Christian Mahlknecht konzipierten neuen Turnhalle, die über einen unterirdischen Gang mit dem Altbestand verbunden ist. In letzterem werden nunmehr die beiden obersten Stockwerke für das Oberschul- und Mittelschulinternat genutzt. Im ersten Stock und im Hochparterre sind die Klassenzimmer und Spezialräume untergebracht. Im Tiefparterre befinden sich Küche, Speisesäle und die verschiedensten Arbeits- und Lagerräume.
In den Jahren 2015 und 2016 erfolgte eine großangelegte energetische Sanierung des gesamten Gebäudes. Über 800 Fenster wurden erneuert und das komplette Dach isoliert und neu eingedeckt. Im Zuge dieser Sanierungsarbeiten wurde auch der Dachboden umgestaltet und im dritten Stock auf der Ostseite ein neuer Heimtrakt eingerichtet, der 20 Schülerinnen und Schülern Platz bietet. Von 2019 bis 2021 wurden schließlich noch die Heimtrakte umstrukturiert, alle Zimmer mit Nasszellen ausgestattet sowie die Innentüren erneuert und mit einem elektronischen Schließsystem versehen.
Die Gebäude des Vinzentinums umgibt ein zwischen 2019 und 2021 rundumerneuertes, großes Parkgelände mit zahlreichen Sport- und Freizeitanlagen (Fußballfeld, Mehrzwecksportplatz für Hockey sowie Hand-, Volley- und Basketball, Skatepark, Beachvolleyball- und Leichtathletikanlage, Tischtennistische, Riesenschach, Spielplatz, Calisthenics-Anlage, Eislauf- und Eishockeyplatz, …), einem Kräuter- und Gemüsegarten und einem Teich.

## Organisationsstruktur und Schulprofil
Das Vinzentinum umfasst neben Schule und Internat auch einen landwirtschaftlichen Gutsbetrieb und einige andere Liegenschaften. Die Institution sieht sich einem christlich-humanistischen Weltbild verpflichtet. Oberste Instanz ist der Bischof von Bozen-Brixen, der die einzelnen Bereichsleiter ernennt. Regens und damit gesetzlicher Vertreter des Hauses ist seit 2018 Hw. Eugen Runggaldier. Der Direktor der beiden Schulen des Vinzentinums ist seit 2004 – als erster Laie – Christoph Stragenegg. Die Leitung des Internats hat mit 2022 als erste weibliche Bereichsleiterin Julia Linder übernommen. Die Haus- und Güterverwaltung inklusive des Landwirtschaftsbetriebes obliegt einer eigenen Abteilung unter dem derzeitigen Verwalter Thomas Schraffl. Die Wirtschaftsführung des Hauses wurde bis ins Jahr 2012 sowohl von weltlichen Angestellten als auch von Nonnen des Ordens der Barmherzigen Schwestern übernommen. Im Juli 2012 verließen die beiden letzten verbliebenen Schwestern das Haus und gingen in den Ruhestand, nachdem der Orden seit der Gründung vor 140 Jahren durchgehend im Vinzentinum tätig war. Als Spiritual fungiert seit 2023 Sr. Gudrun Leitgeb OSF. Sie ist die erste Frau in diesem Amt.

### Mittelschule
Die dreijährige Mittelschule nach Regelstundenplan wurde im Schuljahr 1963/1964 erstmals im Vinzentinum eingeführt. 1996 wurde das Angebot um einen Mittelschulzug mit Musikausrichtung erweitert. Instrumentalunterricht wird für eine Vielzahl an Blas-, Schlag-, Streich-, Tasten- und Zupfinstrumenten erteilt. Ein weiterer pädagogischer Schwerpunkt liegt auf Lernberatung und -methodik, welches als selbständiges Fach unterrichtet wird. Den Mittelschülern steht ein Tages- und ein Vollheim zur Verfügung. Beginnend mit dem Schuljahr 2013/2014 wurde die Koppelung des Schulbesuchs an einen Besuch des hauseigenen Internats aufgehoben. Im Schuljahr 2023/2024 besuchen 74 Buben und 65 Mädchen die beiden Züge der Mittelschule.

### Gymnasium
Die fünfjährige Oberschule des Vinzentinums ist ein Klassisches Gymnasium mit Griechisch und Latein als klassische und Italienisch und Englisch als moderne Zweit- bzw. Fremdsprache. Mit der Oberschulreform 2011 wurde die Bezeichnung Humanistisches Gymnasium durch Klassisches Gymnasium ersetzt. Beginnend mit dem Jahrgang 2015/2016 können die Oberschülerinnen und Oberschüler ab der vierten Klasse zwischen einem naturwissenschaftlichen und einem kulturgeschichtlichen Schwerpunkt wählen. Den Gymnasiasten steht wie den Mittelschülern das Tages- und Vollinternat offen. 52 Mädchen und 42 Buben besuchen im Schuljahr 2023/2024 das Gymnasium am Vinzentinum.

### Internat
Das Heimangebot umfasst ein Tagesinternat und ein Vollinternat, welches sowohl von Mädchen als auch von Buben in Anspruch genommen werden kann. Das Internat steht überdies externen Oberschülern offen. Während des Schuljahres 2023/2024 leben 69 Schülerinnen und Schüler im Vollinternat und 127 Schülerinnen und Schüler besuchen das Tagesinternat. Zusätzlich nutzen 42 Gastheimschüler aus anderen Schulen das Internatsangebot des Vinzentinums. Die Einrichtung ist für maximal 144 Mittel- und 120 Oberschüler/-innen ausgelegt. Im Internat werden die Schüler von eigens ausgebildeten Erziehern betreut, die für Lernbegleitung wie auch Freizeitanimation verantwortlich zeichnen.
Ab dem Schuljahr 2013/14 wurde das Vollinternat auch für Mädchen geöffnet. Dafür wurde der zuletzt leer stehende Schwesterntrakt umgebaut und eine eigene Erzieherin eingestellt.

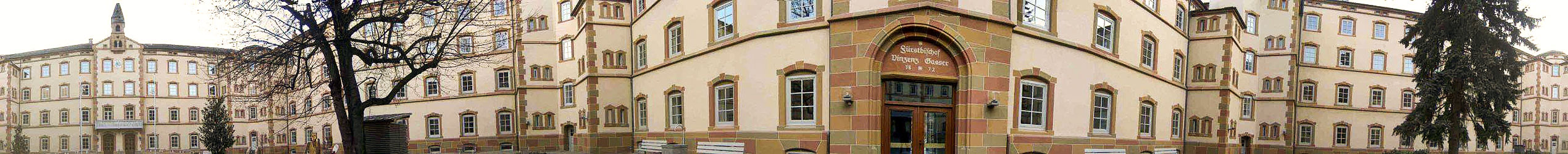
360°-Panorama des Innenhofes

### Schülerzahlen

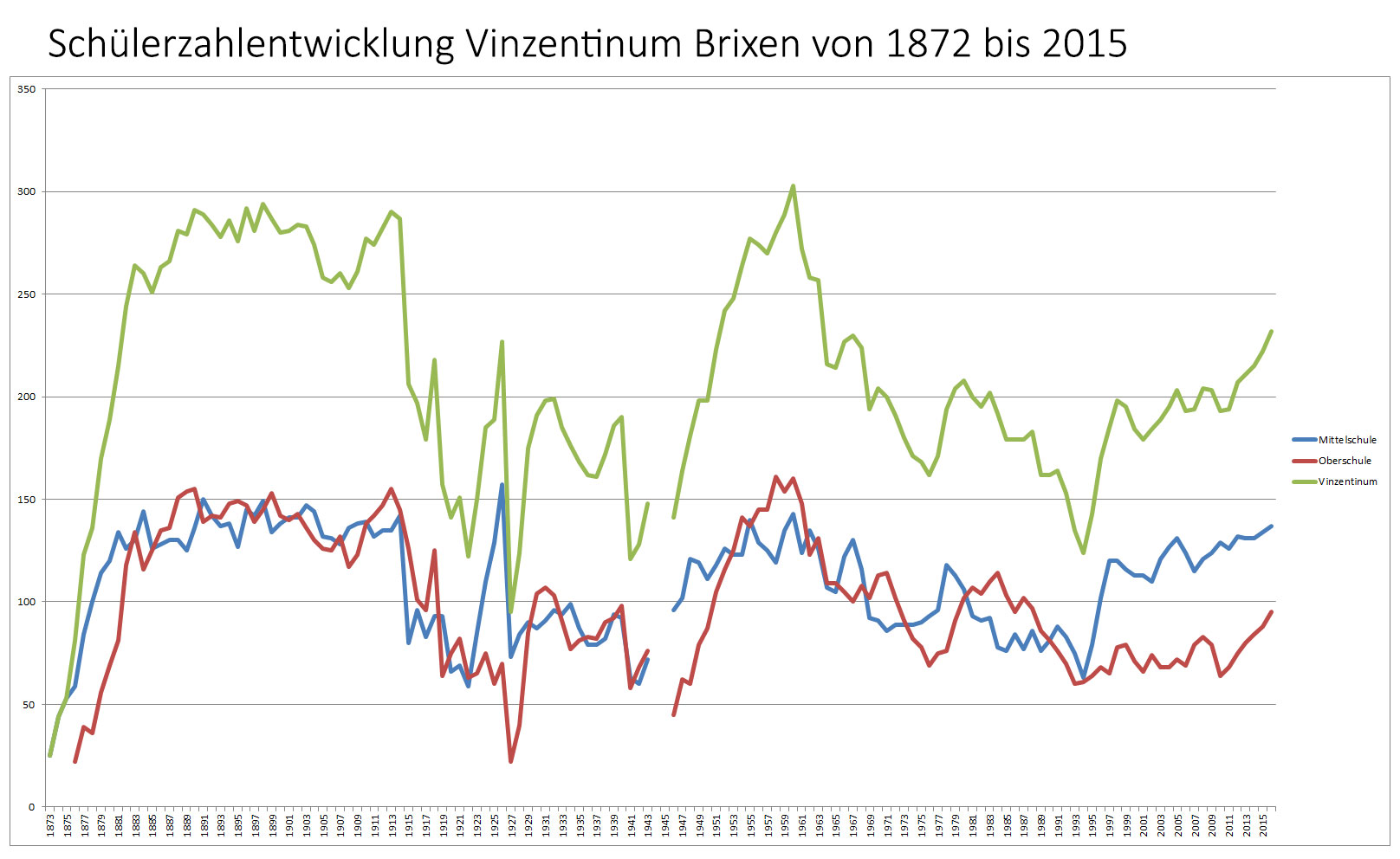
Statistik der Schülerzahlen von 1872 bis 2015

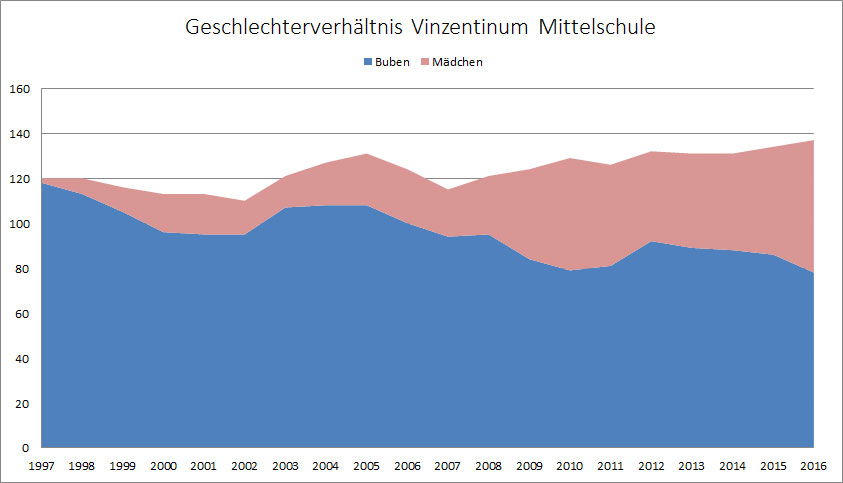
Verhältnis Buben und Mädchen in der Mittelschule

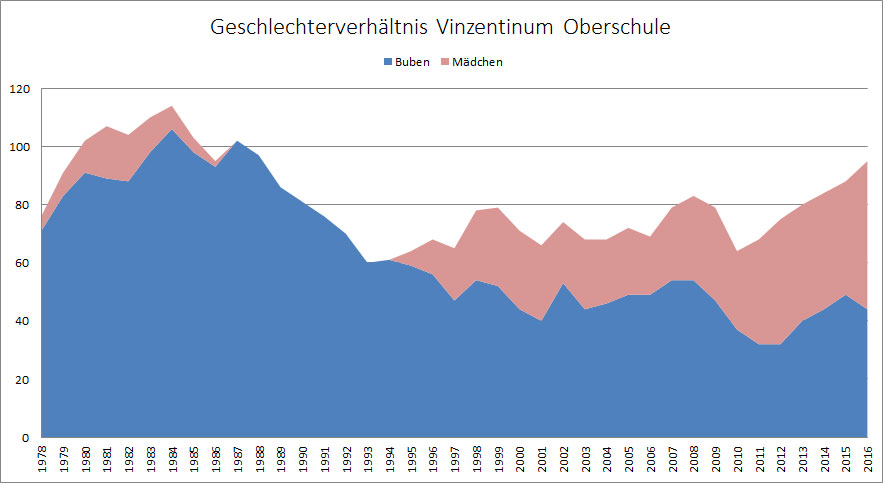
Verhältnis Buben und Mädchen in der Oberschule

Die Entwicklung der Schülerzahl am Vinzentinum verläuft nicht linear und ist von zahlreichen Auf- und Abschwüngen geprägt. Die höchsten Schülerzahlen verzeichnete die Einrichtung in den Jahren vor dem Ersten Weltkrieg sowie Mitte der 1950er- und Anfang der 1960er-Jahre. Die durchschnittliche Klassenstärke lag in diesen Jahren bei bis zu 52 Schülern. Die drei ersten Klassen – des damals nach österreichischem System geführten Gymnasiums – welche der heutigen Mittelschule entsprechen, verzeichneten im Schuljahr 1925/1926 den Rekordbesuch von 157 Schülern. Davon entfielen allein 67 Schüler auf die erste Klasse. Die oberen fünf Klassen (das heutige Klassische Gymnasium) waren mit 161 Schülern im Jahr 1957/1958 am besten besucht. Drei Jahre später erreichte das Vinzentinum mit 303 die höchste Gesamtschülerzahl seiner Geschichte. Davor stand dieser Rekord bei 294 aus dem Schuljahr 1897/1898. Das vom faschistischen Regime 1926 verhängte Einreiseverbot für österreichische Schüler leitete eine Periode der Negativrekorde ein. 1926/1927 konnten drei Klassen gar nicht mehr eröffnet werden. Insgesamt besuchten nur noch 95 Schüler (73 Unterstufe, 22 Oberstufe) die Schule. In den Jahren 1943 bis 1945 blieb das Vinzentinum gänzlich geschlossen. Seit der gesetzlichen Anerkennung 1968 bzw. der Gleichstellung 2003 und den damit einhergehenden rechtlichen Vorgaben was Raumangebot und Klassenschülerzahlen betrifft, fluktuieren die Zahlen weniger stark. Die hausinterne Höchstschülerzahl liegt mittlerweile bei 25 pro Klasse. 242 Schüler im Schuljahr 2020/2021 markieren aber dennoch einen Höchststand seit dem Jahr der gesetzlichen Anerkennung 1968.

## Didaktische Ausstattung
Neben EDV-, Kunst-, Werk-, Musik-, Chemie-, Physik- und Biologieräumen verfügt das Vinzentinum über einige zusätzliche Spezialräume sowie Sammlungen und Bibliotheken mit zum Teil jahrhundertealten Beständen, von denen einige auch öffentlich zugänglich sind.

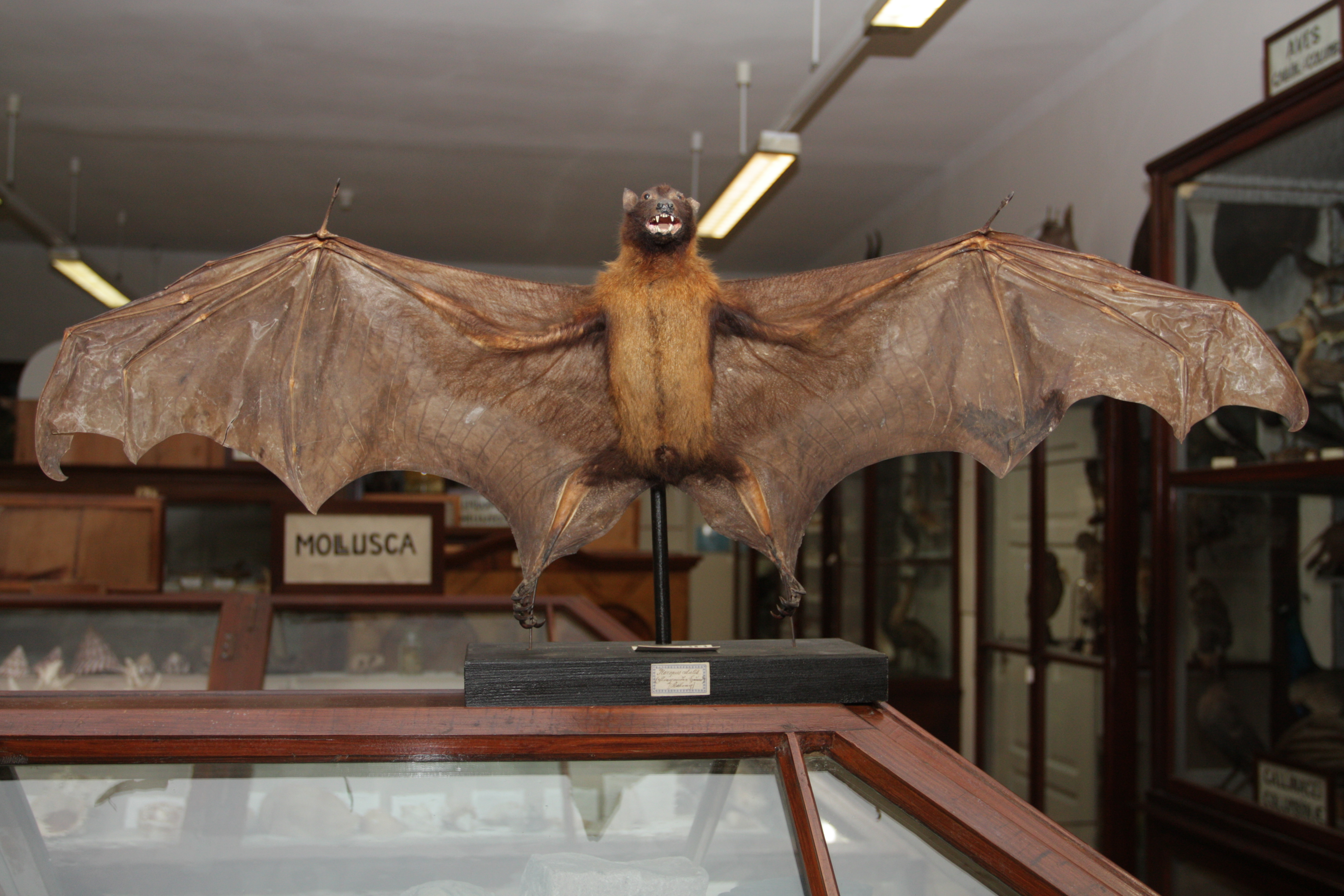
Im „Naturhistorischen Kabinett“ werden zahlreiche Tierpräparate – wie dieses einer Fledermaus – aufbewahrt.

### Sammlungen

#### Naturhistorische Sammlung
Das „Naturhistorische Kabinett“ beherbergt eine Sammlung von Exponaten aus Flora, Fauna und Geologie. Diese wurden zum Großteil vor dem Ersten Weltkrieg als Lehrmittel angekauft oder von Professoren und Schülern des Vinzentinums gesammelt und gespendet. Es finden sich Tierpräparate heimischer und fremder Spezies aus allen Kontinenten (vor allem Säugetiere, Reptilien, Vögel, Schmetterlinge, Käfer und Schnecken), sowie ein Fundus an Mineralien, Gesteinen und Fossilien. Daneben umfasst die Sammlung auch Raritäten und Kuriositäten wie ein echtes Menschenskelett, ein ausgestopftes zweiköpfiges Kalb, Gipsabdrücke alter Apfel- und Birnensorten oder auch einen Elefantenstoßzahn. Die Exponate werden nach wie vor im Unterricht verwendet und für wissenschaftliche Arbeiten genutzt.

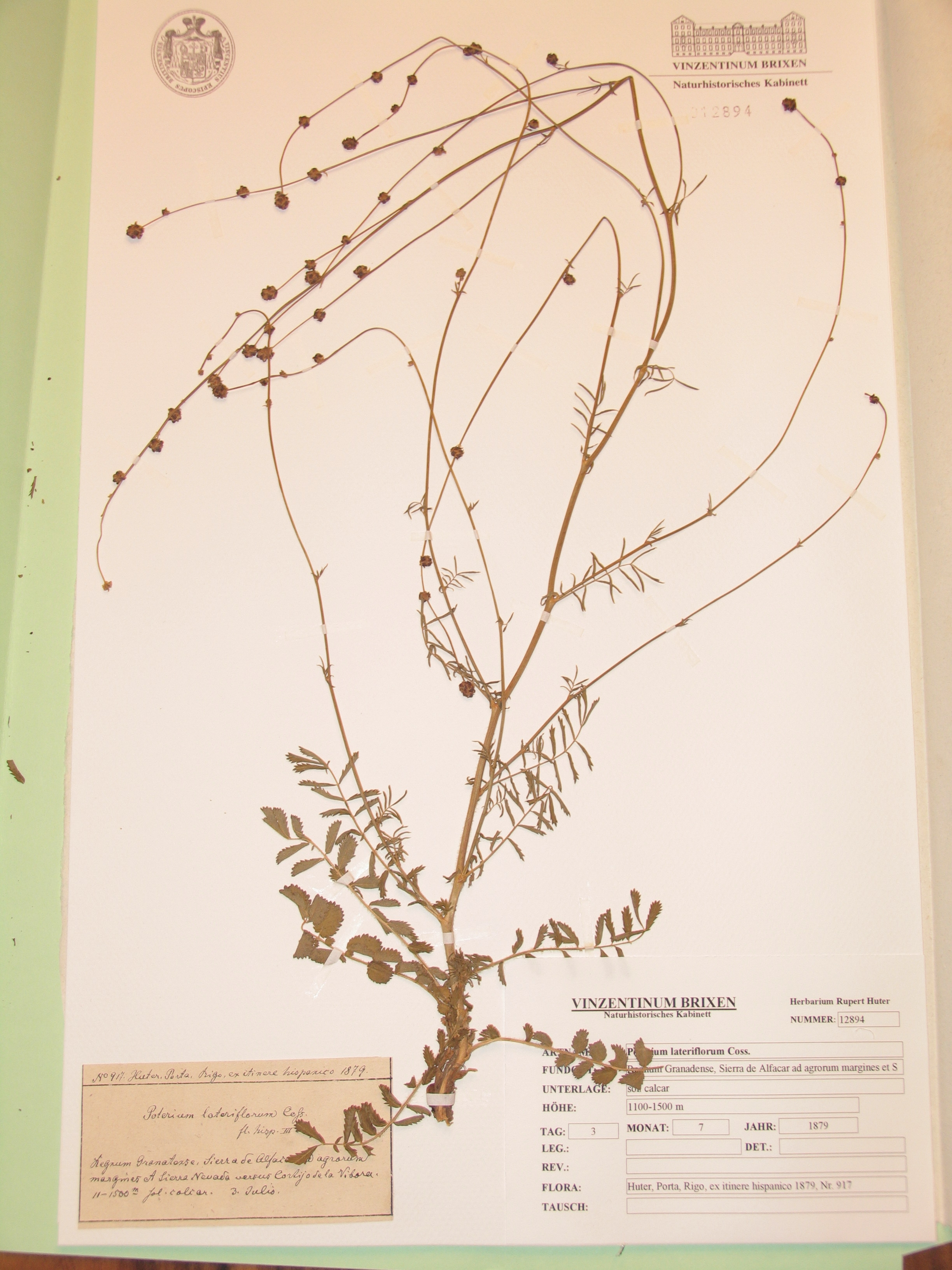
Ein originaler Herbarbogen aus dem „Herbarium Huteri“

#### Herbar Rupert Huter
Das „Herbarium Huteri“ ist eine Pflanzensammlung mit rund 75.000 Belegen über die Flora der Ost- und Südalpen. Der Tiroler Priester und Botaniker Rupert Huter vermachte das Herbar auf Anraten Fürstbischof Vinzenz Gassers dem Vinzentinum. Huter hat die Pflanzen im Laufe mehrerer Jahrzehnte zusammen mit Wissenschaftlerkollegen gesammelt, gepresst, getrocknet und auf Herbarbögen aufgezogen. Über 13.000 verschiedene Pflanzenarten wurden so erfasst und katalogisiert. Die Sammlung bildet heute noch die Grundlage für zahlreiche Publikationen über die alpine Flora und gilt als europäisches Unikat. Seit 1996 wurden die Herbarbögen im Tiroler Landesmuseum Ferdinandeum in Innsbruck und im Südtiroler Naturmuseum in Bozen restauriert. Die Restaurierung wurde im Herbst 2016 abgeschlossen. Das Herbar wird in Zukunft dem Südtiroler Naturmuseum als Dauerleihgabe zur Verfügung gestellt.

#### Physikalische Sammlung
Im „Physikalisch-historischen Kabinett“ befindet sich eine Sammlung von Geräten aus den verschiedensten Bereichen der Physik. Die bedeutendsten Exponate sind einige Originalwerke des Erfinders Johann Kravogl. Dazu zählen ein von ihm konstruierter Elektromotor, eine zweistiefelige Luftpumpe und ein Rühmkorff'scher Funkeninduktor.

#### Daktyliothek
Die Daktyliothek („Kunstkammer“) ist ein auf Voranmeldung öffentlich zugängliches kleines Museum, in dem antike Waffen, Rüstungen, Globen, Segelschiffmodelle, Bilder und Kupferstiche ausgestellt werden. In den Schaukästen gibt es zusätzlich auch Ausgrabungsfunde, Münzen, Medaillen, Siegel, Briefmarken, Urkunden, Schmuck und Devotionalien zu sehen.

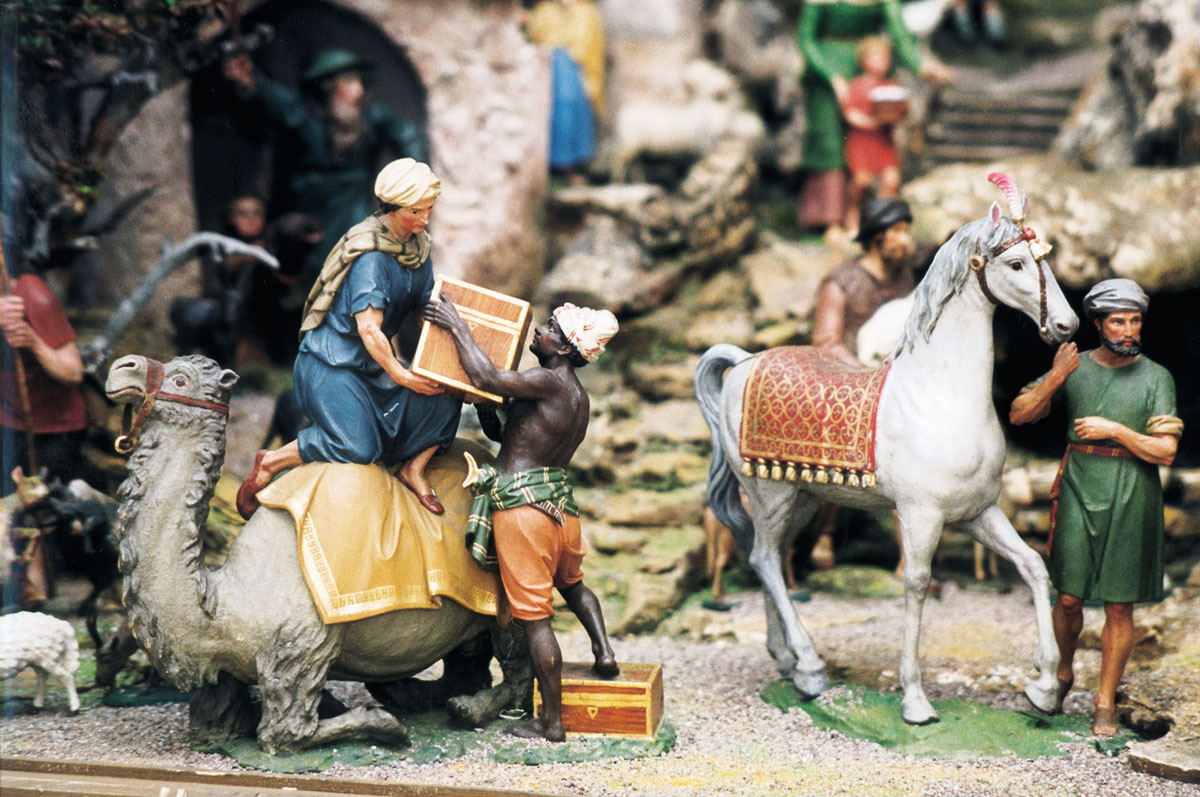
Ein szenisches Detail aus der Ferdinand-Plattner-Krippe

#### Ferdinand-Plattner-Krippe
Seit 1955 befindet sich im Vinzentinum ein bedeutendes Werk der Sarnser Krippenschule. Die aus 35 Figuren und zahlreichen Tierdarstellungen bestehende Weihnachtskrippe wurde vom Sarnser Pfarrer und Krippenbaukünstler Ferdinand Plattner (1869–1950) und seinen Schülern gefertigt. Als Vorlagen dienten Ausschneidekrippen von Joseph von Führich, Edmund von Wörndle, Philipp Schumacher und Josef Bachlechner. Die rund 35 Zentimeter hohen Krippenfiguren sind im spätnazarenischen Stil geschnitzt.

### Bibliotheken
Der Bibliotheksbestand des Vinzentinums setzt sich aus der aktuellen Schulbibliothek und mehrerer historischer Bibliotheken zusammen. Während die Medien der Schulbibliothek mittels der „Bibliotheca 2000“-Software digital katalogisiert sind, wurden die Altbestände zwischen 2006 und 2015 reorganisiert und im Rahmen des EHB-Projekts (Erschließung Historischer Bibliotheken in Südtirol) ebenfalls digital erfasst.

#### Schulbibliothek
Die Schulbibliothek des Vinzentinums ist auf zwei Räumlichkeiten verteilt. Im ersten Stock des Hauptgebäudes befindet sich die Oberschulbibliothek. Die Mittelschulbibliothek ist im dritten Stock des Zubaus untergebracht. Zusammen mit den Lehrmitteln umfasst die Schulbibliothek rund 17.000 Medien. Die Bücher, Zeitschriften, Zeitungen und digitalen Medien sind in Freihandaufstellung für Schüler und Personal des Vinzentinums zugänglich.

#### Historische Studienbibliothek
Der historische Eigenbestand der Schule besteht aus rund 52.500 Bänden, die in einem Rollarchiv im Bibliotheksmagazin der Oberschulbibliothek gelagert werden. Darin finden sich die Nachlässe mehrerer Priester und Professoren sowie eine Sammlung von Schuljahresberichten der Gymnasien der Habsburgermonarchie (rund 9.000 Schulprogrammhefte von ca. 1.500 Schulen aus über 600 verschiedenen Städten) und einige Inkunabeln. Das Magazin beherbergt des Weiteren die 13.300 Bände zählende Parschalkbibliothek – benannt nach dem ehemaligen Pfarrer von Lengmoos am Ritten, Johann Parschalk (1778–1857) sowie die 3.000 Bände umfassende Privatbibliothek des Naturwissenschaftlers und Volkskundlers Alois Staindl (1913–1994). In ein weiteres Rollarchiv im Tiefparterre wurden 2007 die Bestände des aufgelassenen Johanneums in Dorf Tirol (38.000 Bände) überstellt.

### Hausbar
In einem Gewölbe im Tiefparterre befindet sich eine hauseigene Bar, die neben der Mensa einer der sozialen Treffpunkte der Hausgemeinschaft ist. Die Bar erhält jedes Jahr einen neuen Namen und wird von den Siebtklässlern (4. Klasse Gymnasium) im Rahmen eines Wirtschaftsprojektes geführt. Dazu werden die Räumlichkeiten stets neu dekoriert und unter ein von den Schülern gewähltes Motto gestellt. Die Bar ist täglich mehrere Stunden am Nachmittag und am Abend geöffnet und Schauplatz diverser Feierlichkeiten und Veranstaltungen.

### Instrumentalübungsräume
Ebenfalls im Untergeschoss stehen den Instrumentalisten des Hauses zwölf spezielle Übungsräume zur Verfügung. Diese kleinen, abgetrennten Kammern sind akustisch ausgebaut und schallisoliert.

## Pädagogische Initiativen

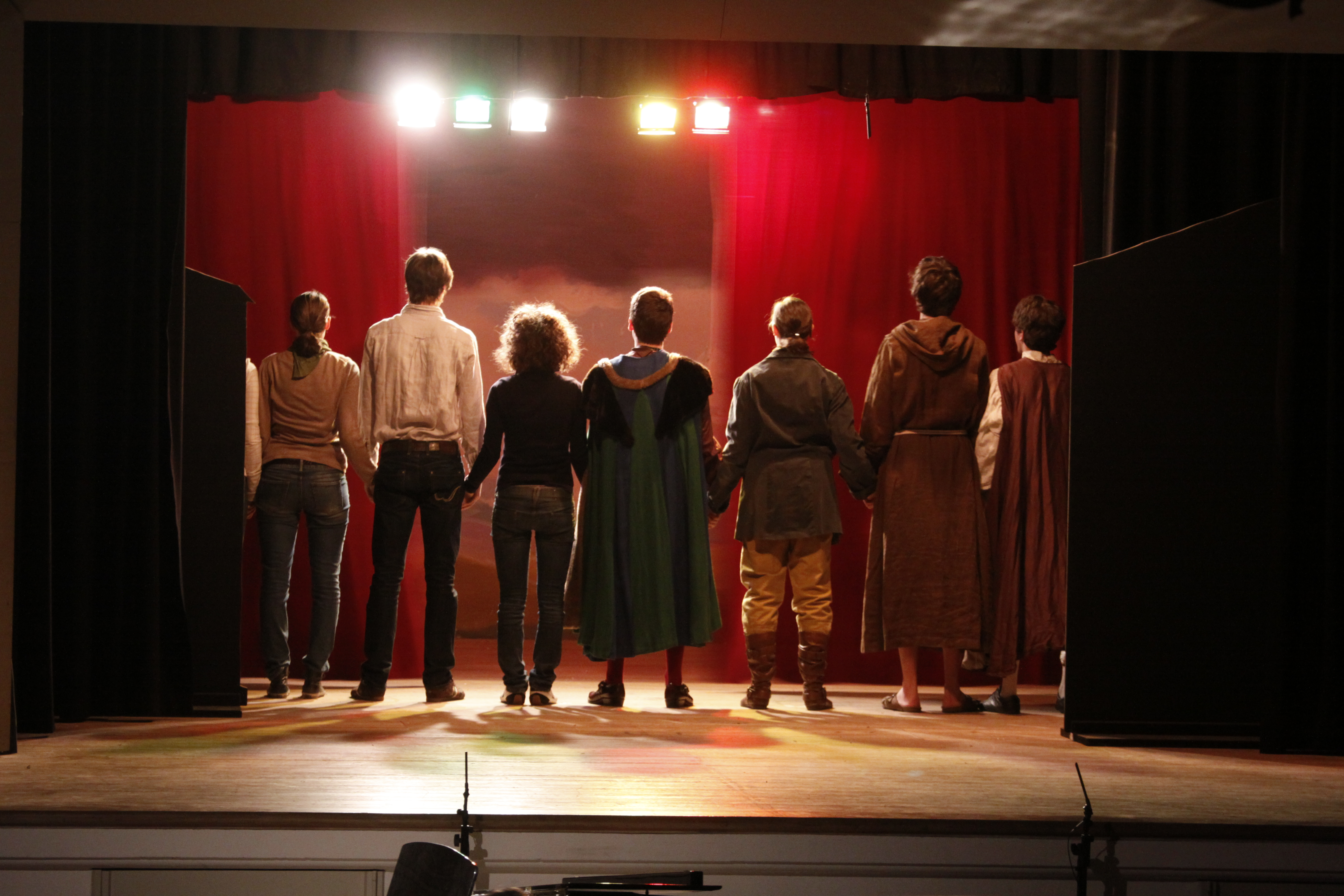
Szene aus der Theatervorführung der Maturaklasse 2009 – Der Widerspenstigen Zähmung von William Shakespeare

Schwerpunkte der pädagogischen Arbeit am Vinzentinum sind vor allem fächerübergreifende ganzheitliche Initiativen, bei denen sowohl intellektuelle als auch künstlerische und persönlichkeitsbildende Eigenschaften angesprochen werden sollen.

### Maturatheater
Anstatt des in Südtirol üblichen Maturaballes bringen die Schülerinnen und Schüler der Abschlussklasse des Vinzentinums alljährlich ein Theaterstück auf die Bühne. Die Schüler übernehmen dabei auch die Organisation und die Öffentlichkeitsarbeit. Während in früheren Jahren meist Lehrpersonen Regie führten, wurde in den vergangenen Jahren ein professioneller Regisseur engagiert. Die Vorstellungen gehen für gewöhnlich zwischen Februar und April im Parzivalsaal über die Bühne.
Mit den freiwilligen Eintrittsspenden finanzieren die Maturanten ihre Maturareise. Zudem wird das Maturatheater seit einigen Jahren auch von einer Benefizaktion begleitet, deren Erlös einem von den Schülern ausgewählten sozialen Projekt zugutekommt.

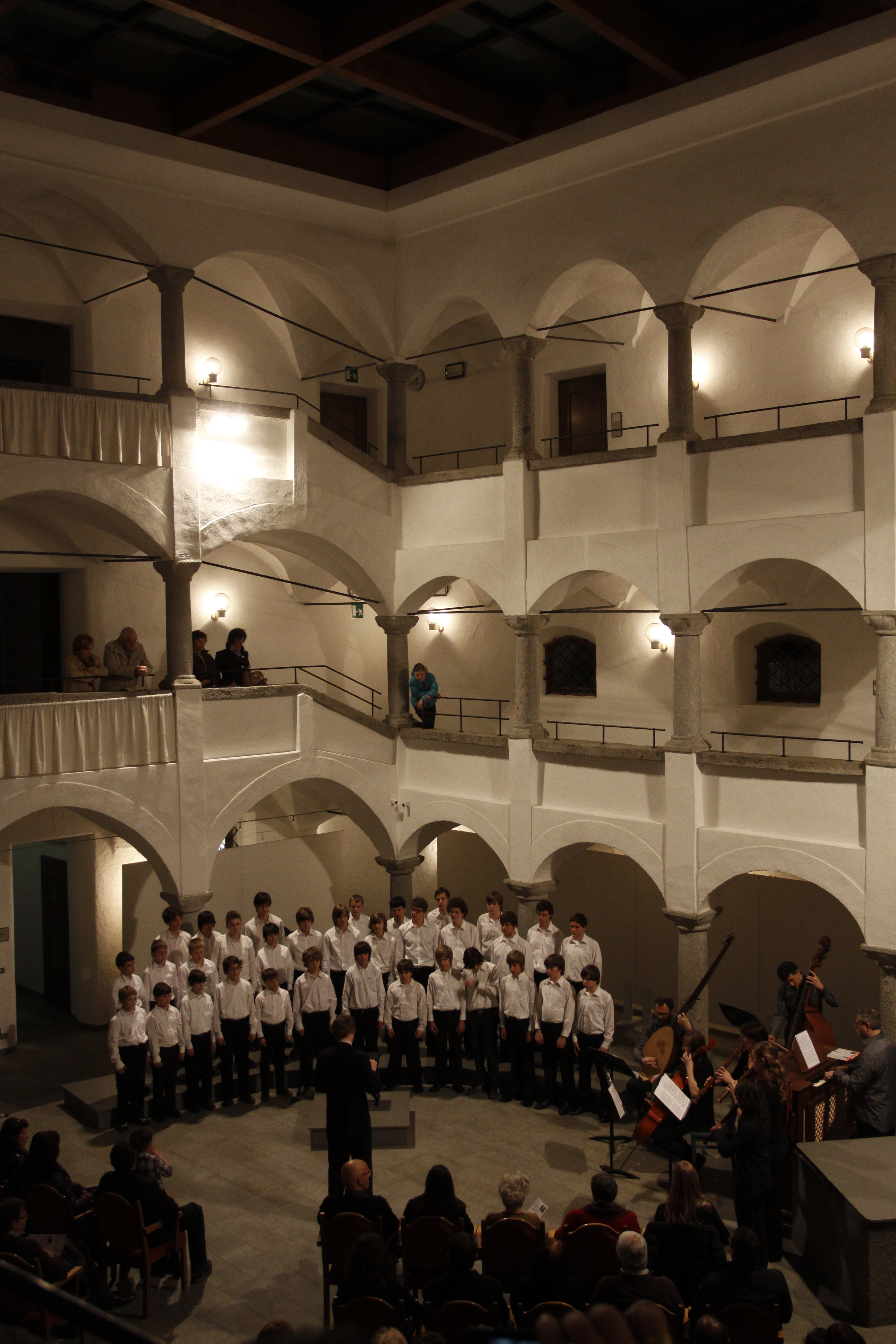
Der Vinzentiner Knabenchor bei einem Auftritt im Ragenhaus in Bruneck

### Vinzentiner Chöre

#### Knabenchor
Der Vinzentiner Knabenchor ist so alt wie die Schule selbst. Er wurde 1872 von David Mark, einem der ersten Präfekten des Hauses, ins Leben gerufen. Bis in die 1990er Jahre war der Chor fast ausschließlich bei hausinternen Anlässen im Einsatz. Seit den 1990er-Jahren tritt der Knabenchor aber auch vermehrt außerhalb des Vinzentinums auf und begibt sich alljährlich auf eine mehrtägige Konzert- und Kulturreise ins europäische Ausland. Im Mai 2000 trat der Vinzentiner Knabenchor als erster Chor überhaupt im Europaparlament in Straßburg auf. Bei einem Festakt anlässlich des 100. Jahrestages des Vertrages von Saint-Germain und des 50. Jahrestages des Abschlusses des so genannten Südtirol-Pakets 2019 auf Schloss Tirol mit dem italienischen Staatspräsidenten Sergio Mattarella und dem österreichischen Bundespräsidenten Alexander Van der Bellen sang der Knabenchor eine dreisprachige Version der Europahymne auf Deutsch, Italienisch und Ladinisch. Das rund 60 Mitglieder zählende Ensemble ist der einzige reine Knabenchor Südtirols. Seit 2014 steht er unter der Leitung von Andrea Tasser.

#### Mädchenchor
Seit dem Jahr 1999 gibt es am Vinzentinum auch einen Mädchenchor. Dieser wird seit seiner Gründung von Clara Sattler geleitet. Im Vinzentiner Mädchenchor singen rund 70 Schülerinnen im Alter zwischen 11 und 18 Jahren.
Zu besonderen Anlässen treten der Knaben- und der Mädchenchor auch gemeinsam auf.

### „Soziale Brückenbau-Elektriker“
Die Solidaritätsgruppe „Soziale Brückenbau-Elektriker“ (SBE) wurde 1998 ins Leben gerufen. Der außergewöhnliche Name soll den völkerverbindenden Charakter der Gruppe hervor streichen. Die SBE verstehen sich als Brückenbauer und Lichtbringer. In den Anfangsjahren wurden hauptsächlich Aktionen zu Gunsten der damaligen Partnerschule in San Antonio de Lomerío in Bolivien veranstaltet. Seit dem Schuljahr 2007/2008 haben sich die Aktivitäten der Gruppe in Richtung Sudan bzw. den seit 2011 unabhängigen Südsudan verlagert. Dort werden Entwicklungshilfeprojekte des Comboni-Missionars Erich Fischnaller aus Mühlbach unterstützt. Die Gruppe ist aber auch für andere Regionen sowie lokal aktiv.

### Lehrfahrten und Studienreisen
Im Laufe des Schuljahres stehen einige kleine Exkursionen und mehrtägige Studienreisen mit kulturellem und wirtschaftlichem Schwerpunkt auf dem Programm. Zu den regelmäßigen Zielen gehören Griechenland, Kampanien, Rom, München, Mailand, Turin, Siena, Perugia, Assisi, Padua und Ravenna.

### klar.text – Das Vinzentiner Meinungsforum
Zumindest einmal jährlich findet „klar.text – Das Vinzentiner Meinungsforum“ statt. Dabei handelt es sich um eine Veranstaltungsreihe, bei der in Form von Podiumsgesprächen oder Diskussionsrunden gemeinsam mit Experten, wirtschaftliche, politische, soziale oder kulturelle Themen aufgearbeitet werden.

### Partnerschaften und Schüleraustausch
Partnerschule des Vinzentinums ist seit 2003 das „Marii-Konopnickiej-Lyzeum“ der ostpolnischen Stadt Suwałki. Im Zwei-Jahres-Rhythmus findet ein vierzehntägiger Schüleraustausch mit der Partnerschule statt.
Auch mit dem italienischen Gymnasium „Liceo Classico Dante Alighieri“ und der italienischen Mittelschule „Alessandro Manzoni“ in Brixen wurden Schüleraustauschprogramme organisiert.
Freundschaftliche Beziehungen unterhält das Vinzentinum mit dem Bischöflichen Gymnasium Paulinum in Schwaz und dem Meinhardinum in Stams in Nordtirol, mit welchen ebenfalls regelmäßig Austausche stattfinden.

## Vinzentiner Jahresbericht
Alljährlich im Spätherbst gibt das Bischöfliche Institut den Vinzentiner Jahresbericht heraus. Die rund 100-seitige Broschüre im A5-Format sieht sich in der Tradition der gymnasialen Jahresberichte aus der k.-u.-k.-Zeit. Im ersten Teil des Berichtes wird ein Jahresthema behandelt, während die zweite Hälfte die Schul- und Heimchronik sowie einen statistischen Teil beinhaltet. Mit einigen Unterbrechungen in Kriegs- und Krisenzeiten erscheint der Jahresbericht seit den Anfangsjahren des Vinzentinums. Zwischen 1939 und 1973 kam es zu einer längeren Zäsur. Zwar wurden von 1953 bis 1971 die so genannten Seminarstimmen mitherausgegeben, die Tradition der Vinzentiner Jahresberichte wurde aber erst wieder ein Jahr nach dem 100-Jahr-Jubiläum 1972 fortgesetzt. Seither ist der Bericht jedoch lückenlos erschienen.

## Absolventenverein und ehemalige Schüler und Mitarbeiter

Das V-Wappen ist das Erkennungszeichen der Vinzentiner Gemeinschaft.

### Absolventenverein „Die Vinzentiner“
Seit 1990 gibt es den Absolventenverein „Die Vinzentiner“. Zweck der Vereinigung ist die Unterstützung und Förderung des Vinzentinums sowie die Vernetzung der ehemaligen Studenten. Der Verein wurde im Jahr 2000 in das Landesverzeichnis der ehrenamtlich tätigen Vereine eingetragen. Präsident ist seit 2022 Michael Oberhofer.

### Bekannte Vinzentiner Schüler
- Erich Achmüller (* 1946), Südtiroler Politiker (SVP)
- Hugo Atzwanger (1883–1960), österreichischer Maler, Grafiker, Fotograf und Volkskundler
- Alfons Benedikter (1918–2010), Südtiroler Politiker (SVP bzw. Union für Südtirol) und ehemaliger Landesrat
- Johann Bohle (1896–1970), österreichischer Politiker und Pfarrer
- Peter Brugger (1920–1986), Südtiroler Politiker (SVP) und ehemaliger Senator
- Ignazio Canazei (1883–1946), Ordenspriester, Missionar und Bischof
- Franz Comploi (* 1954), Organist und Musikpädagoge
- Lorenz Dür (1885–1936), österreichischer Politiker (CS) und Priester
- Hans Egarter (1909–1966), Journalist und Leiter des Andreas-Hofer-Bundes
- Karl Egger (1914–2003), Priester, Neulateiner und neulateinischer Philologe
- Wilhelm Emil Egger (1940–2008), Bischof der Diözese Bozen-Brixen
- Josef Andreas Feuerstein (1891–1969), österreichischer Politiker (CS)
- Barnabas Fink (1867–1947), österreichischer Politiker (CS) und Pfarrer
- Ulrich Fistill (* 1967), Priester und Theologe
- Heinrich Forer (1913–1997), Weihbischof von Brixen
- Johann Gamberoni (1921–2017), Priester und Theologe
- Eduard Gamper (1887–1938), österreichischer Neurologe und Psychiater
- Hans Gamper (1890–1970), österreichischer Politiker (ÖVP)
- Joseph Gargitter (1917–1991), Bischof der Diözese Bozen-Brixen
- Claus Gatterer (1924–1984), Journalist
- Johannes Baptist Geisler (1882–1952), Bischof von Brixen
- Josef Gelmi (* 1937), Professor für Kirchen- und Diözesangeschichte
- Bruno Griesser (1889–1965), Kirchenhistoriker
- Ferdinand Hirn (1875–1915), österreichischer Historiker
- Konrad Huber (* 1967), Opernsänger
- Josef Innerhofer (* 1931), Priester und Publizist
- Josef Andreas Jungmann (1889–1975), österreichischer Jesuit, Liturgiker und Konzilsberater
- Hans Peter Kammerer (* 1965), Opernsänger
- Josef Knapp (1921–2014), Priester, Kirchenmusiker und Komponist
- Karl Koch (1887–1971), österreichischer Komponist, Chorleiter und Musiklehrer
- Alois Kofler (* 1950), Südtiroler Politiker (SVP)
- David Kofler (1922–2012), Schulamtsleiter
- Georg Kofler (* 1957), Manager und Unternehmer
- Franz Kolb (1886–1959), österreichischer Theologe und Politiker (CS)
- Florian Kronbichler (* 1951), Journalist und ehemaliger Südtiroler Kammerabgeordneter (SEL/Verdi Grüne Vërc bzw. Articolo 1 – Movimento Democratico e Progressista)
- Johann Kronbichler (* 1949), Kunsthistoriker
- Egon Kühebacher (* 1934), Sprachwissenschaftler und Germanist
- Erika Kustatscher (* 1963), Historikerin
- Michl Laimer (* 1965), Südtiroler Politiker (SVP) und ehemaliger Landesrat
- Markus Lanz (* 1969), Moderator und Buchautor
- Severin Leitner (1945–2015), Jesuit
- Franz Mayr (1865–1914), Missionar
- Anton Melzer (1898–1951),  österreichischer Politiker (ÖVP) und Bürgermeister von Innsbruck
- Max von Milland (* 1985), Südtiroler Mundartsänger und Songwriter
- Josef Michaeler (1927–2007), Theologe und Kirchenrechtler
- Hubert Messner (* 1953), Südtiroler Politiker und Arzt
- Johannes Messner (1891–1984), österreichischer Theologe, Rechtswissenschaftler und Volkswirt
- Anton Müller alias Bruder Willram (1870–1939), Schriftsteller und Priester
- Josef Mutschlechner (1876–1939), Dompropst von Brixen und Apostolischer Administrator
- Otto Neururer (1882–1940), Priester und Märtyrer
- Jimmy Nussbaumer (* 1964), Nachrichtenmoderator
- Johann Baptist Oberkofler (1895–1969), Priester und Maler
- Joseph Georg Oberkofler (1889–1962), österreichischer Jurist und Schriftsteller
- Franz Pahl (* 1949), Südtiroler Politiker (SVP)
- Herbert Paulmichl (* 1935), Komponist und Organist
- Hans Plaikner (1923–1964), Südtiroler Politiker (SVP)
- Franz Ploner (* 1954), Südtiroler Arzt und Politiker (Team Köllensperger)
- Josef Prader (1915–2006), Priester, Wissenschaftler und Autor
- Alois (Vijo) Pupp (1900–1969), Südtiroler Politiker (SVP) und ehemaliger Landeshauptmann
- Ferdinand Redler (1876–1936), österreichischer Jurist und Politiker (CS)
- Carl Rieder (1898–1980), österreichischer bildender Künstler
- Sebastian Rieger alias Reimmichl (1867–1953), Priester und Dichter
- Eugen Runggaldier (* 1968), Priester
- Otto Saurer (1943–2020), Südtiroler Politiker (SVP) und ehemaliger Landesrat
- Josef Schatz (1871–1950), Altgermanist und Mundartforscher
- Karl Schmidhofer (1915–2007), Theologe und Dekan
- Karl Schönherr (1867–1943), Arzt und Schriftsteller
- David Seeber (1934–2023), Publizist
- Franz Anton Spiß alias Pater Cassian (1866–1905), Benediktinermönch, Missionar und Bischof
- Wolfgang Strobl (* 1972), Südtiroler Klassischer Philologie und Buchautor
- Franz Tschann (1872–1956), Weihbischof von Feldkirch
- Tony Tschenett (* 1971), Südtiroler Gewerkschafter
- Paul Tschurtschenthaler (1874–1941), österreichischer Schriftsteller, Volkskundler und Richter
- Paul Videsott (* 1971), Philologe
- Friedl Volgger (1914–1997), Südtiroler Politiker (SVP), Journalist und Widerstandskämpfer
- Kassian Waldner (1941–1998), Missionar
- Hermann Wiesflecker (1913–2009), österreichischer Historiker und Universitätsprofessor
- Franz Michel Willam (1894–1981), österreichischer Schriftsteller, Priester und Theologe
- Karl Wolfsgruber (1917–2009), Priester, Denkmalpfleger und Hochschullehrer
- Joseph Zoderer (1935–2022), Schriftsteller

### Bekannte Vinzentiner Persönlichkeiten
- Luis Durnwalder (* 1941), Ehrenmitglied des Absolventenvereins „Die Vinzentiner“
- Peter Egger (* 1948), Professor von 1989 bis 2014
- Albuin Forer (1912–1975), Professor von 1942 bis 1950 und 1956 bis 1958
- Josef Matzneller (1944–2022), Ehrenmitglied des Absolventenvereins „Die Vinzentiner“
- Ivo Muser (* 1962), Spiritual von 1995 bis 1996
- Johannes Raffl (1858–1927), Präfekt von 1883 bis 1886
- Heinrich Segur (1929–2005), Spiritual von 1969 bis 1974

## Stiftung Vinzentinum pro futuro
Die Stiftung Vinzentinum pro futuro wurde 2013 von namhaften Südtiroler Wirtschaftstreibenden mit dem Zweck gegründet, Vinzentiner Schülerinnen und Schüler aus einkommensschwachen Familien mit Stipendien zu unterstützen. Die Stiftung trägt den ONLUS-Status. Stiftungspräsident ist seit der Gründung der Sterzinger Seilbahnunternehmer Michael Seeber.